# Leichtathletik-Weltmeisterschaften 2015/100 m der Männer

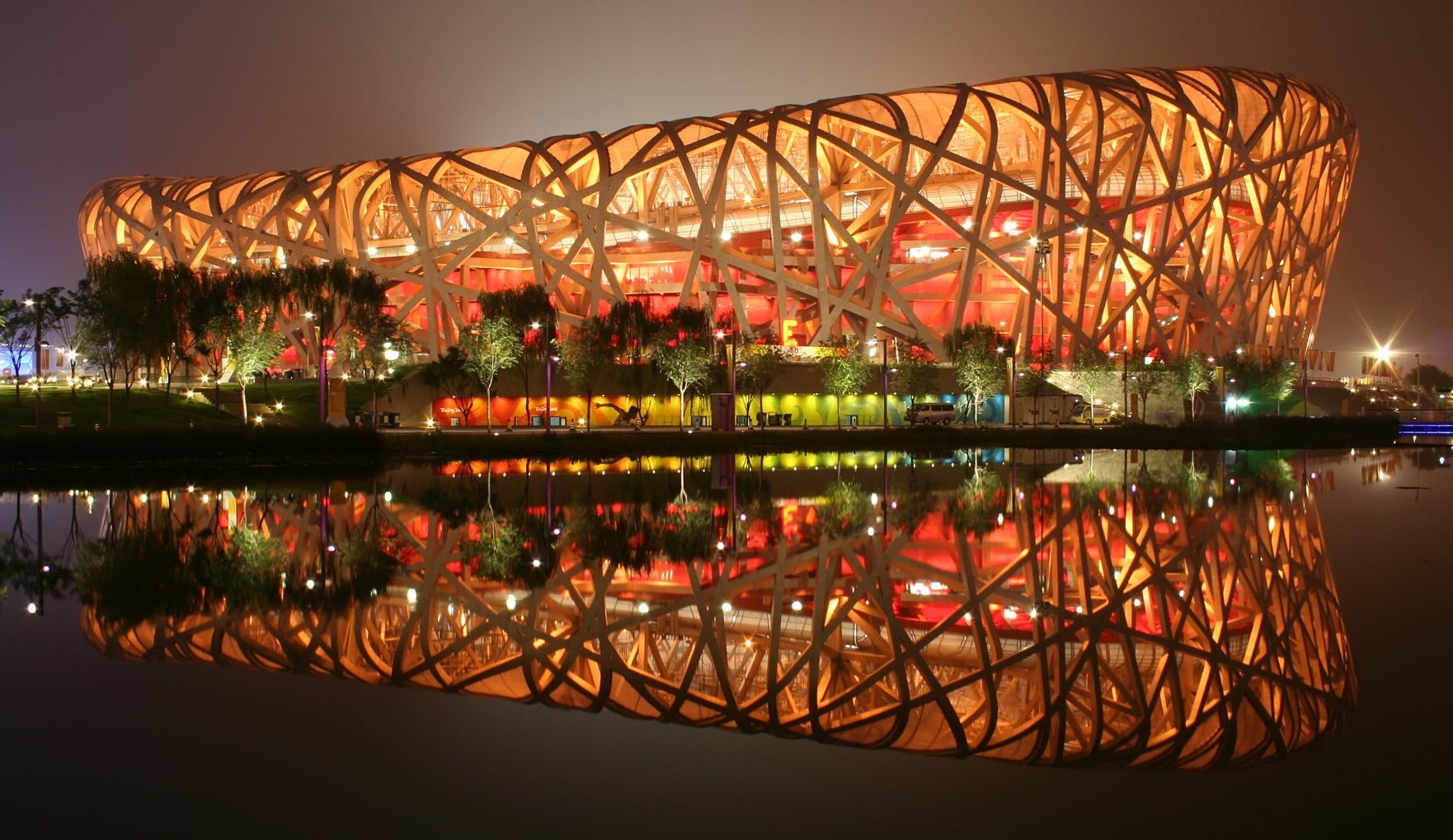
Das Nationalstadion Peking während der Weltmeisterschaften

Der 100-Meter-Lauf der Männer bei den Leichtathletik-Weltmeisterschaften 2015 fand am 22. und 23. August 2015 im Nationalstadion der chinesischen Hauptstadt Peking statt.
In diesem Wettbewerb errangen die US-amerikanischen Sprinter mit Silber und Bronze zwei Medaillen.

Weltmeister wurde Usain Bolt aus Jamaika in 9,79 s. Für ihn war es nach 2009 und 2013 der dritte WM-Triumph im 100-Meter-Lauf. Darüber hinaus hatte er über 200 Meter sowie mit der 4-mal-100-Meter-Staffel seines Landes zuvor bei jeweils drei Weltmeisterschaften (2009 / 2011 / 2013) triumphiert und auch hier in Peking siegte er wiederum in beiden Disziplinen.

Den zweiten Rang belegte der Weltmeister von 2005 und Vizeweltmeister von 2013 Justin Gatlin, der darüber hinaus über 200 Meter 2005 Weltmeister und mit der Sprintstaffel seines Landes 2013 Vizeweltmeister war. Hier in Moskau gewann er vier Tage später über 200 Meter eine weitere Silbermedaille.

Die Bronzemedaille wurde zweimal vergeben. Justin Gatlins Landsmann Trayvon Bromell und der Kanadier Andre De Grasse waren als Drittplatzierte gleichauf im Ziel.

## Bestehende Rekorde
| Weltrekord               | Usain Bolt | 9,58 s | Berlin, Deutschland       | 16. August 2009 |
| Weltmeisterschaftsrekord | Usain Bolt | 9,58 s | WM in Berlin, Deutschland | 16. August 2009 |

Der bestehende WM-Rekord wurde bei diesen Weltmeisterschaften nicht eingestellt und nicht verbessert.
Es wurden sechs Landesrekorde aufgestellt:
- 10,71 s – Rodman Teltull (Palau), zweiter Vorausscheidungslauf, Wind: −0,3 m/s
- 12,15 s – Tashi Dendup (Bhutan), zweiter Vorausscheidungslauf, Wind: −0,3 m/s
- 11,30 s – Jidou El Moctar (Mauretanien), dritter Vorausscheidungslauf, Wind: −0,6 m/s
- 10,05 s – Ben Youssef Meïté (Elfenbeinküste), dritter Vorlauf, Wind: −0,3 m/s
- 10,42 s – Hassan Saaid (Malediven), siebter Vorlauf, Wind: −0,2 m/s
- 09,99 s – Su Bingtian (Volksrepublik China), erstes Halbfinale, Wind: −0,4 m/s

## Vorausscheidung
In den drei Vorausscheidungsläufen oder Preliminaries starteten ausschließlich diejenigen Läufer, welche die von der IAAF gesetzte Norm von 10,16 Sekunden nicht erreicht hatten und auch keine Wildcard besaßen. Für die Teilnahme an der darauf folgenden Runde, den Vorläufen, qualifizierten sich die drei Ersten jedes Laufes – hellblau unterlegt – und zusätzlich die drei Zeitschnellsten – hellgrün unterlegt.

### Lauf 1
22. August 2015, 12:40 Uhr (6:40 Uhr MESZ)
Wind: −0,8 m/s
| Platz | Bahn | Name                      | Land                  | Zeit (s) |
| ----- | ---- | ------------------------- | --------------------- | -------- |
| 1     | 5    | Banuve Tabakaucoro        | Fidschi               | 10,50    |
| 2     | 6    | Hassan Saaid              | Malediven             | 10,56    |
| 3     | 9    | Md Fakhri Ismail          | Brunei                | 10,73    |
| 4     | 2    | Mark Anderson             | Belize                | 10,84    |
| 5     | 4    | João de Barros            | São Tomé und Príncipe | 11,07    |
| 6     | 8    | La Shondra David Mosa'ati | Tonga                 | 11,08 PB |
| 7     | 3    | Mohamed Lamine Dansoko    | Guinea                | 11,11 PB |
| 8     | 7    | Wang Kuong Leong          | Macau                 | 11,31 SB |
| 9     | 8    | M. Dagiero Dagiero        | Nauru                 | 11,81 PB |

### Lauf 2
22. August 2015, 12:47 Uhr (6:47 Uhr MESZ)
Wind: −0,3 m/s
| Platz | Bahn | Name                  | Land                         | Zeit (s)                    |
| ----- | ---- | --------------------- | ---------------------------- | --------------------------- |
| 1     | 1    | Barakat al-Harthi     | Oman                         | 10,31                       |
| 2     | 4    | Rodman Teltull        | Palau                        | 10,71 NR                    |
| 3     | 9    | Riste Pandev          | Mazedonien                   | 10,94                       |
| 4     | 7    | Womel Brandy Mento    | Vanuatu                      | 11,17 PB                    |
| 5     | 5    | Gregory Bradai        | Französisch-Polynesien       | 11,29 PB                    |
| 6     | 8    | Etimoni Timuani       | Tuvalu                       | 11,72 PB                    |
| 7     | 6    | Kimwaua Makin         | Kiribati                     | 11,98 PB                    |
| 8     | 2    | Tashi Dendup          | Bhutan                       | 12,15 NR                    |
| DSQ   | 3    | Berenger Aymard Bosse | Zentralafrikanische Republik | IAAF Rule 162.7 – Fehlstart |

### Lauf 3

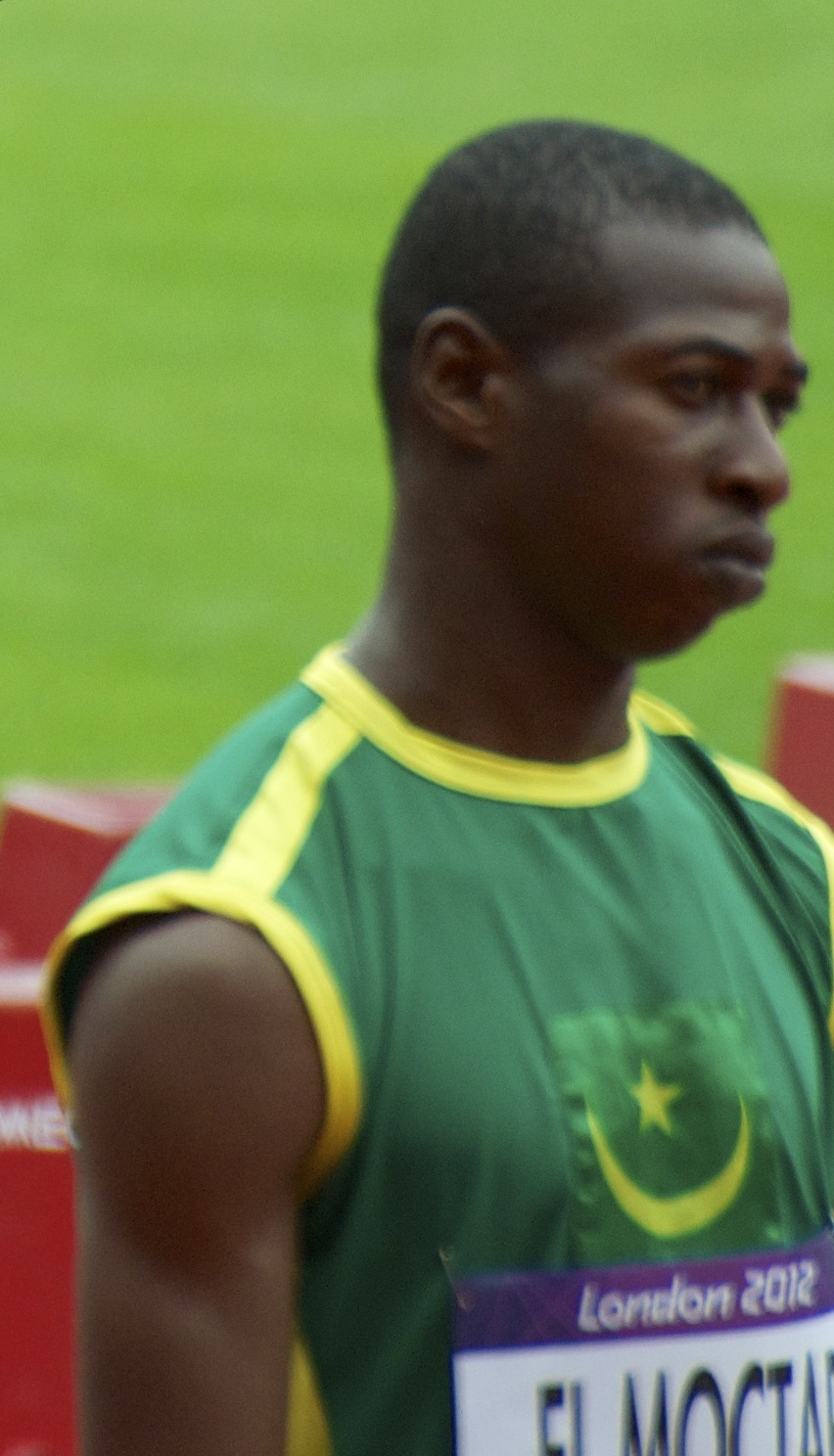
Jidou El Moctar – ausgeschieden als Achter in 11,30 s

22. August 2015, 12:54 Uhr (6:54 Uhr MESZ)
Wind: −0,6 m/s
| Platz | Bahn | Name                    | Land                         | Zeit (s) |
| ----- | ---- | ----------------------- | ---------------------------- | -------- |
| 1     | 1    | Jeffrey Vanan           | Suriname                     | 10,55    |
| 2     | 6    | Holder da Silva         | Guinea-Bissau                | 10,58 SB |
| 3     | 9    | Yendountien Tiebekabe   | Togo                         | 10,76    |
| 4     | 5    | Yaspi Boby              | Indonesien                   | 10,85    |
| 5     | 8    | Mahamat Goubay Youssouf | Tschad                       | 10,92 PB |
| 6     | 2    | Rossene Mpingo          | Demokratische Republik Kongo | 11,10 PB |
| 7     | 7    | Masbah Ahmmed           | Bangladesch                  | 11,13 SB |
| 8     | 4    | Jidou El Moctar         | Mauretanien                  | 11,30 NR |
| 9     | 3    | Claytus Taqimama        | Salomonen                    | 11,58 PB |

## Vorläufe
Aus den sieben Vorläufen qualifizierten sich die jeweils drei Ersten jedes Laufes – hellblau unterlegt – und zusätzlich die drei Zeitschnellsten – hellgrün unterlegt – für das Halbfinale.

### Lauf 1

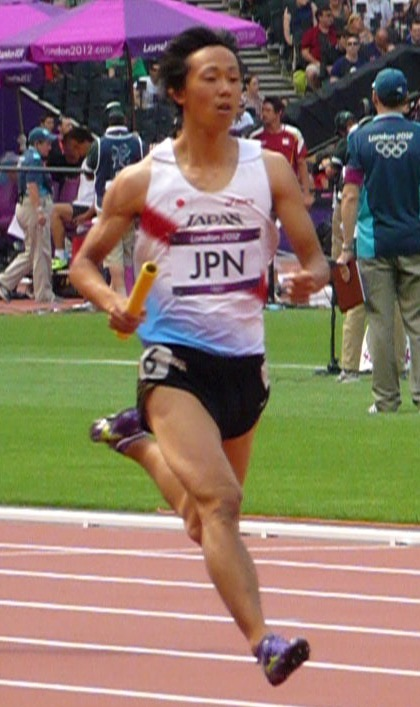
Kei Takase – ausgeschieden als Vierter in 10,15 s
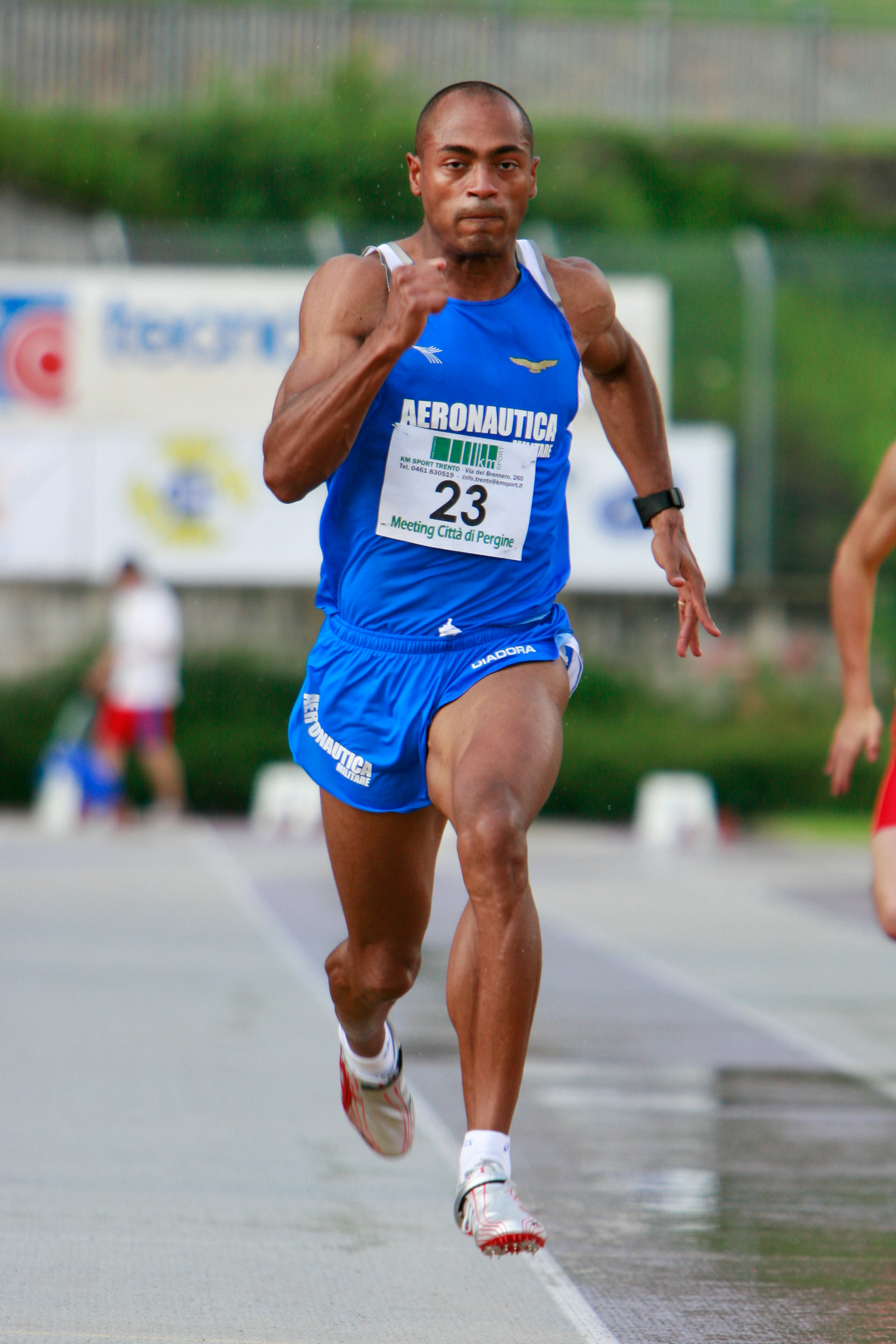
Jacques-Riparelli – ausgeschieden als Sechster in 10,41 s
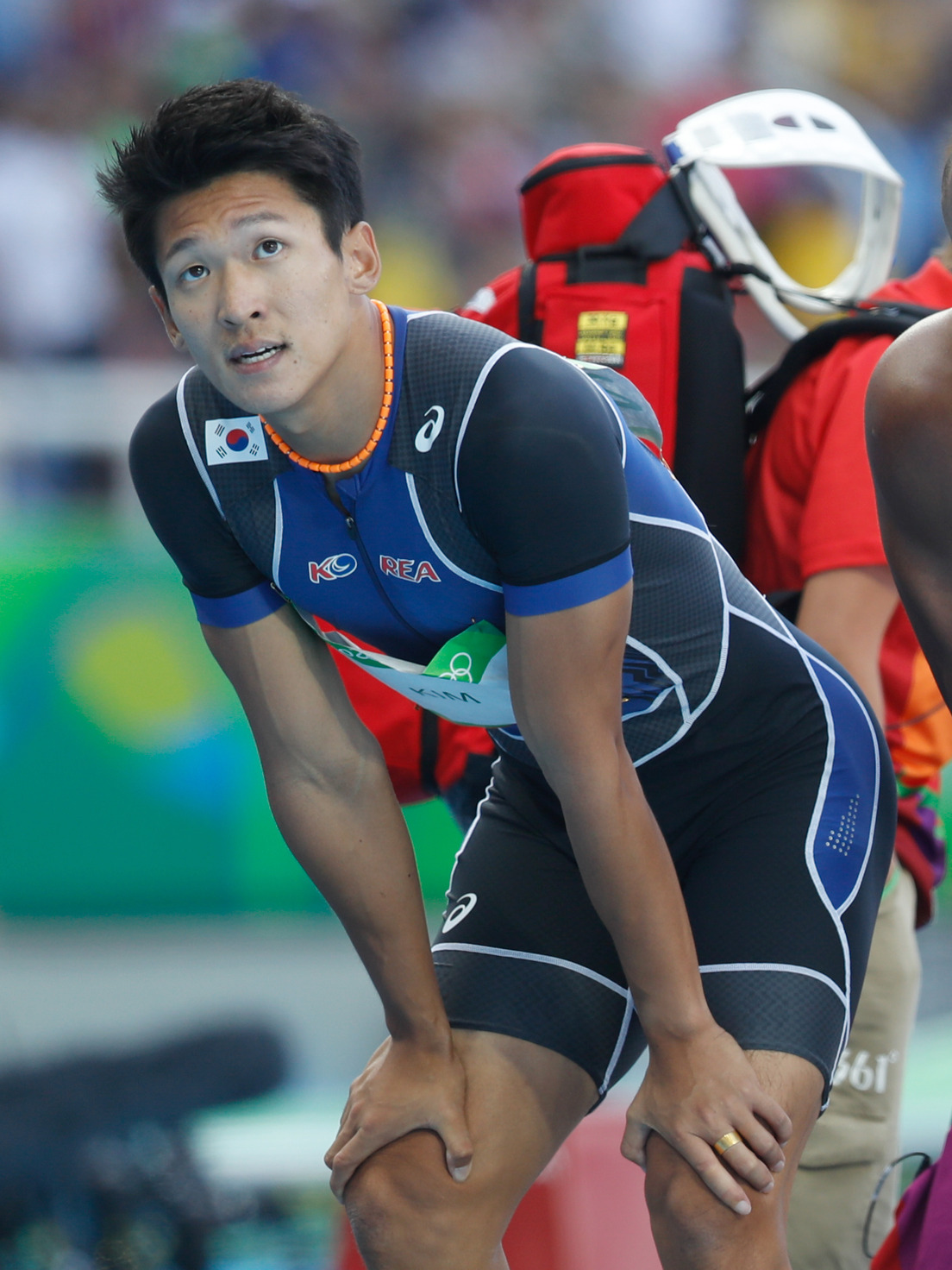
Kim Kuk-young – ausgeschieden als Siebter in 10,48 s

22. August 2015, 19:20 Uhr (13:20 Uhr MESZ)
Wind: −0,1 m/s
| Platz | Bahn | Name              | Land                | Zeit (s) |
| ----- | ---- | ----------------- | ------------------- | -------- |
| 1     | 2    | Asafa Powell      | Jamaika             | 09,95    |
| 2     | 4    | Su Bingtian       | Volksrepublik China | 10,03    |
| 3     | 9    | Akani Simbine     | Südafrika           | 10,09    |
| 4     | 3    | Kei Takase        | Japan               | 10,15    |
| 5     | 8    | Justyn Warner     | Kanada              | 10,20    |
| 6     | 7    | Jacques Riparelli | Italien             | 10,41    |
| 7     | 5    | Kim Kuk-young     | Südkorea            | 10,48    |
| 8     | 6    | Yaspi Boby        | Indonesien          | 10,65    |

### Lauf 2
22. August 2015, 19:27 Uhr (13:27 Uhr MESZ)
Wind: −1,4 m/s
| Platz | Bahn | Name                | Land           | Zeit (s)                    |
| ----- | ---- | ------------------- | -------------- | --------------------------- |
| 1     | 3    | Tyson Gay           | USA            | 10,11                       |
| 2     | 2    | Nickel Ashmeade     | Jamaika        | 10,19                       |
| 3     | 7    | Christophe Lemaitre | Frankreich     | 10,24                       |
| 4     | 6    | Sven Knipphals      | Deutschland    | 10,31                       |
| 5     | 9    | Kemar Hyman         | Cayman Islands | 10,32                       |
| 6     | 4    | Holder Da Silva     | Guinea-Bissau  | 10,68                       |
| 7     | 8    | Rodman Teltull      | Palau          | 10,72                       |
| DSQ   | 5    | Anaso Jobodwana     | Südafrika      | IAAF Rule 162.7 – Fehlstart |

Im zweiten Vorlauf ausgeschiedene Sprinter:

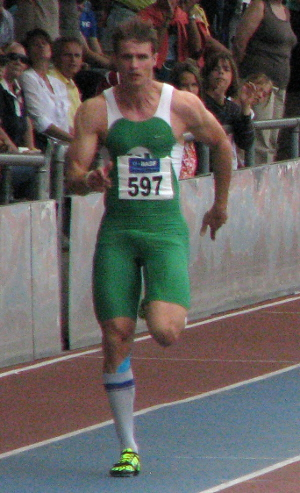
Sven Knipphals Rang vier in 10,31 s
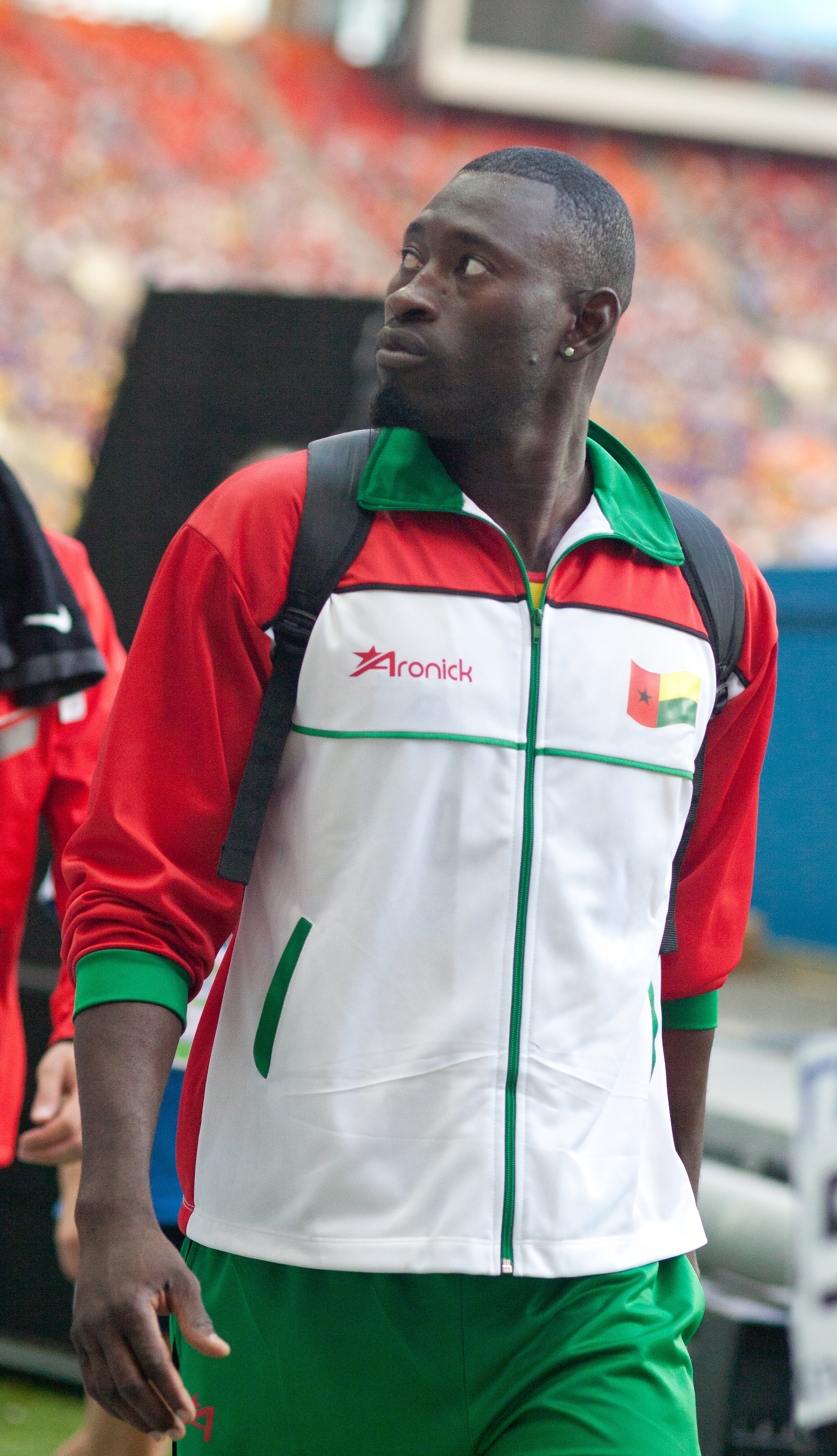
Holder Da Silva Rang sechs in 10,06 s
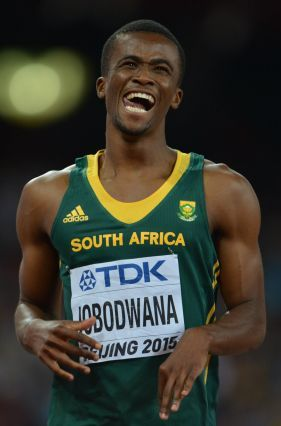
Anaso Jobodwana – Fehlstart

### Lauf 3

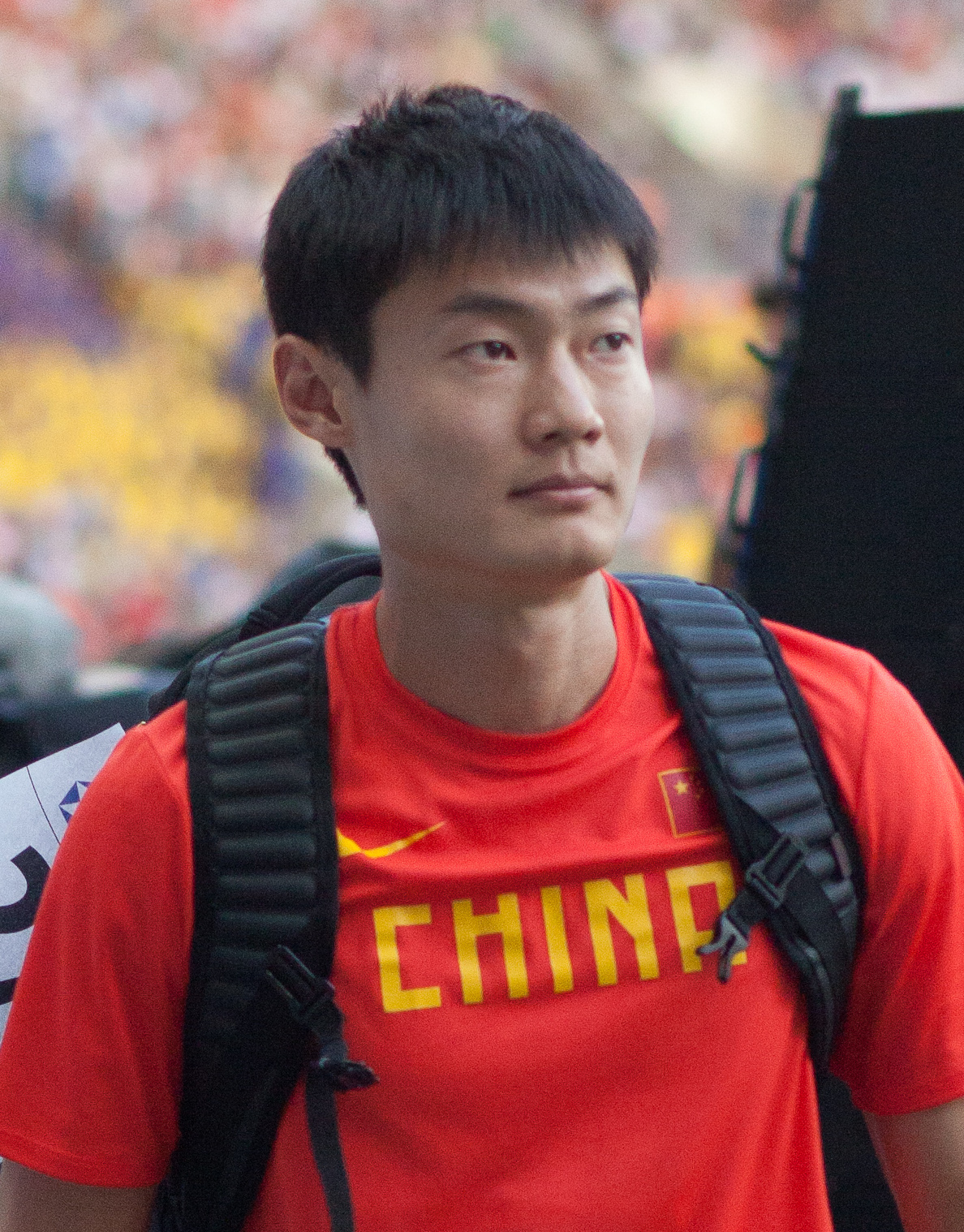
Zhang Peimeng – ausgeschieden als Fünfter in 10,13 s
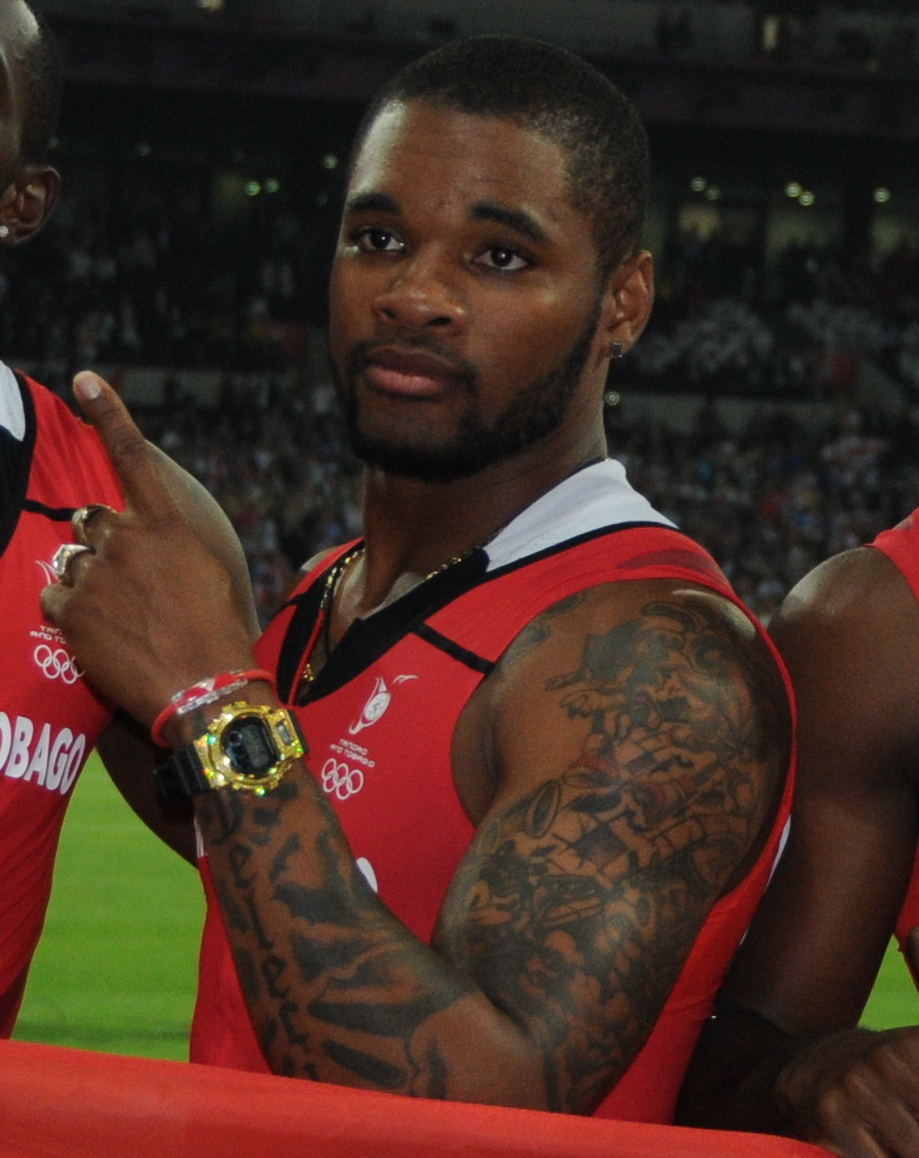
Keston Bledman – ausgeschieden als Achter in 10,75 s

22. August 2015, 19:34 Uhr (13:34 Uhr MESZ)
Wind: −0,3 m/s
| Platz | Bahn | Name                  | Land                | Zeit (s) |
| ----- | ---- | --------------------- | ------------------- | -------- |
| 1     | 4    | Femi Ogunode          | Katar               | 09,99    |
| 2     | 9    | Ramon Gittens         | Barbados            | 10,02 PB |
| 3     | 7    | Ben Youssef Meïté     | Elfenbeinküste      | 10,05 NR |
| 4     | 2    | Richard Kilty         | Großbritannien      | 10,12    |
| 5     | 3    | Zhang Peimeng         | Volksrepublik China | 10,13 SB |
| 6     | 5    | Jeffrey Vanan         | Suriname            | 10,57    |
| 7     | 8    | Yendountien Tiebekabe | Togo                | 10,74    |
| 8     | 6    | Keston Bledman        | Trinidad und Tobago | 10,75    |

### Lauf 4

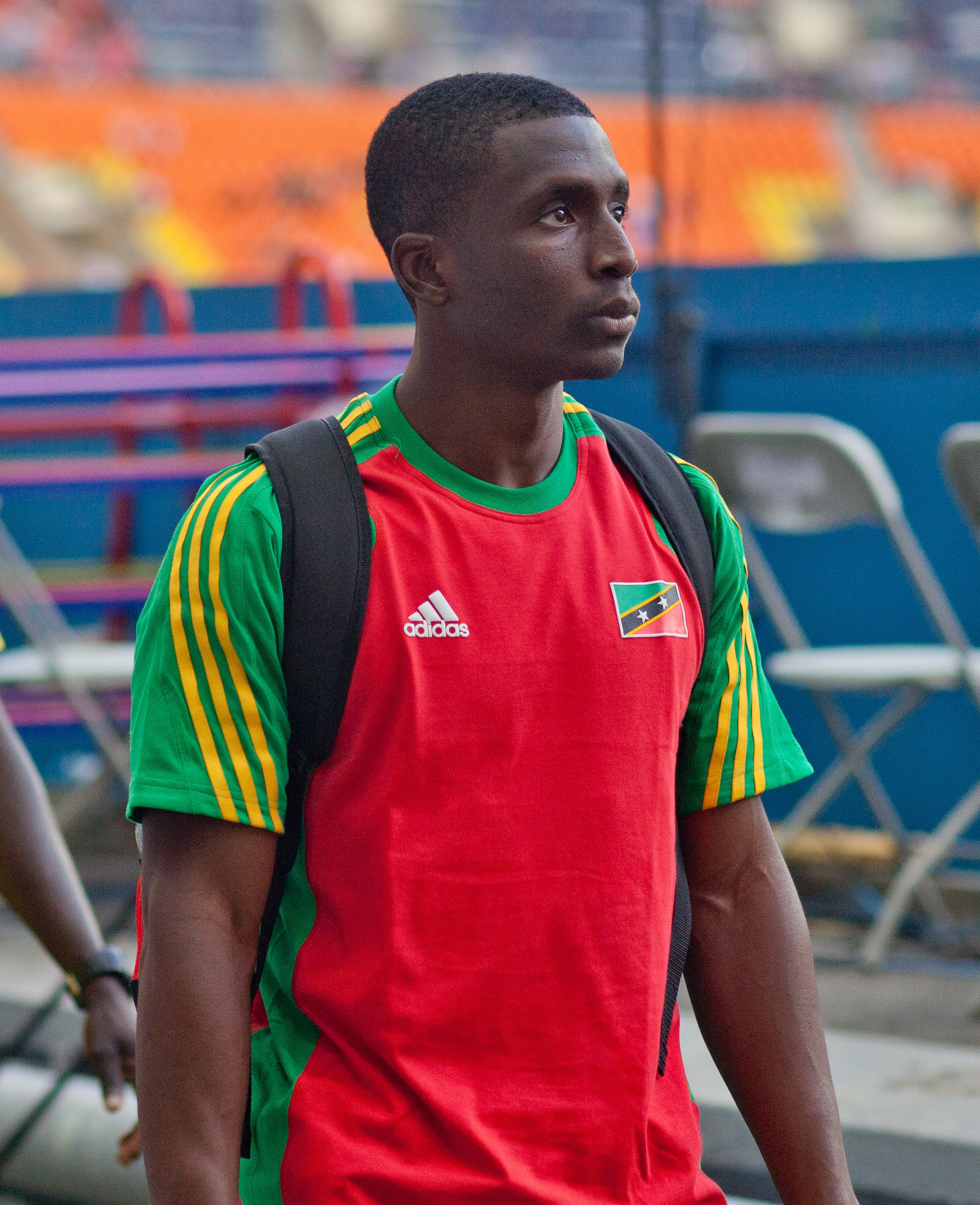
Antoine Adams – ausgeschieden als Vierter in 10,23 s
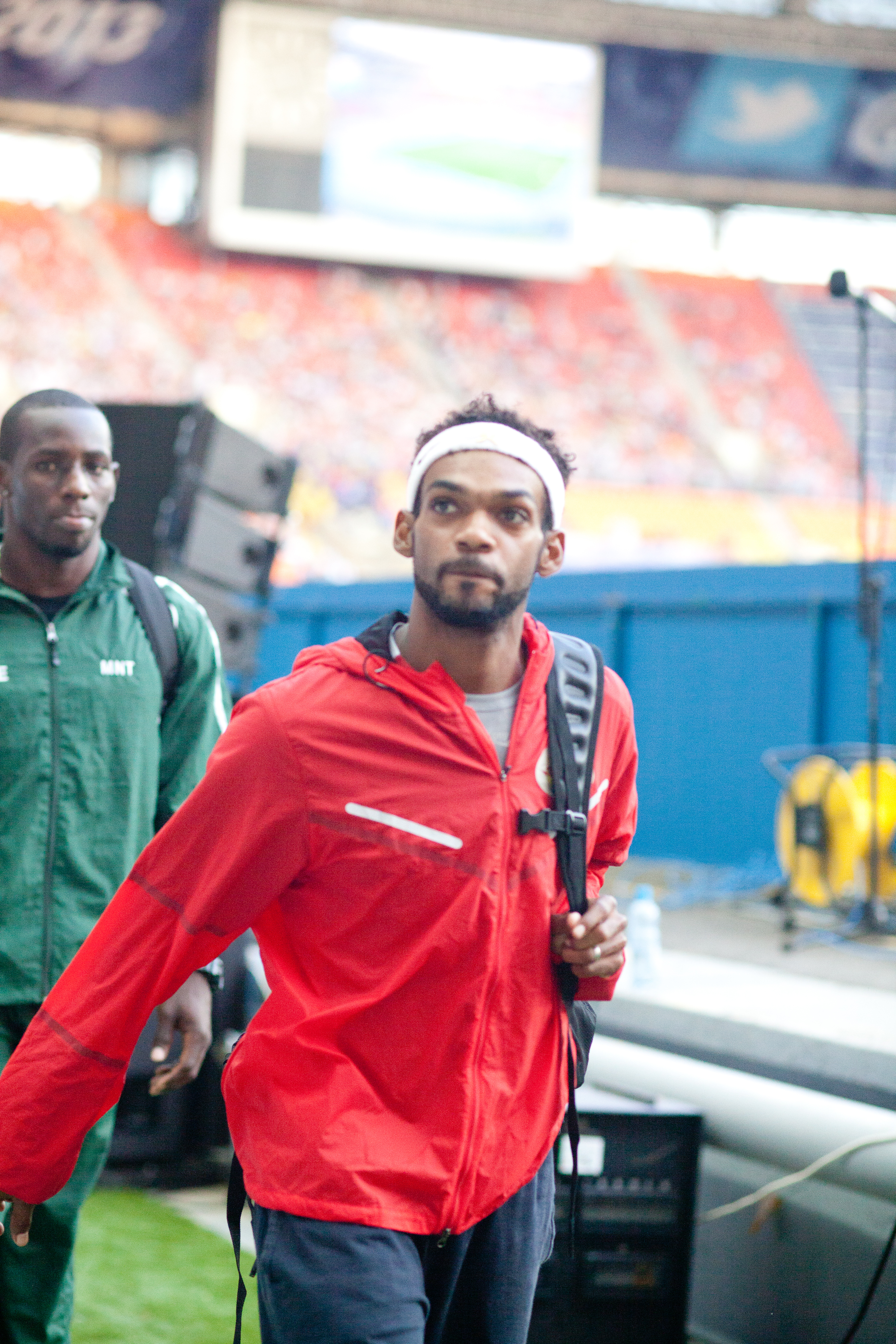
Barakat al-Harthi – ausgeschieden als Fünfter in 10,24 s

22. August 2015, 19:41 Uhr (13:41 Uhr MESZ)
Wind: −0,5 m/s
| Platz | Bahn | Name              | Land                | Zeit (s) |
| ----- | ---- | ----------------- | ------------------- | -------- |
| 1     | 9    | Trayvon Bromell   | USA                 | 09,91    |
| 2     | 7    | Chijindu Ujah     | Großbritannien      | 10,05    |
| 3     | 5    | Julian Reus       | Deutschland         | 10,14    |
| 4     | 3    | Antoine Adams     | St. Kitts und Nevis | 10,23    |
| 5     | 6    | Barakat al-Harthi | Oman                | 10,24 SB |
| 6     | 8    | Mark Anderson     | Belize              | 10,87    |
| DNS   | 4    | Rondel Sorrillo   | Trinidad und Tobago |          |
| DNS   | 2    | Mosito Lehata     | Lesotho             |          |

### Lauf 5
22. August 2015, 19:48 Uhr (13:48 Uhr MESZ)
Wind: +0,3 m/s
| Platz | Bahn | Name               | Land                | Zeit (s) |
| ----- | ---- | ------------------ | ------------------- | -------- |
| 1     | 5    | Jimmy Vicaut       | Frankreich          | 09,92    |
| 2     | 6    | Andre De Grasse    | Kanada              | 09,99    |
| 3     | 7    | Jak Ali Harvey     | Türkei              | 10,04    |
| 4     | 3    | James Dasaolu      | Großbritannien      | 10,13    |
| 5     | 4    | Hua Wilfried Koffi | Elfenbeinküste      | 10,29    |
| 6     | 8    | Brijesh Lawrence   | St. Kitts und Nevis | 10,40    |
| 7     | 2    | Banuve Tabakaucoro | Fidschi             | 10,42    |
| 8     | 9    | Riste Pandev       | Mazedonien          | 11,31    |

Im fünften Vorlauf ausgeschiedene Sprinter:

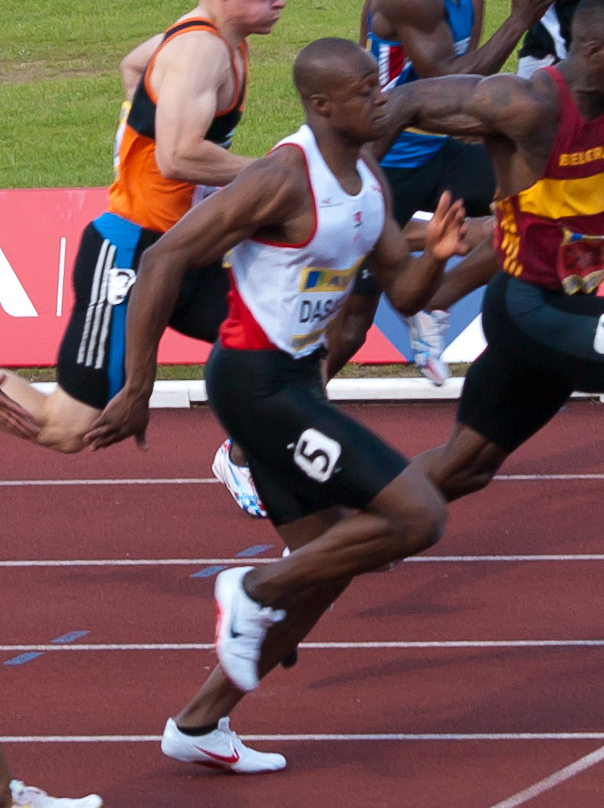
James Dasaolu Rang vier in 10,13 s
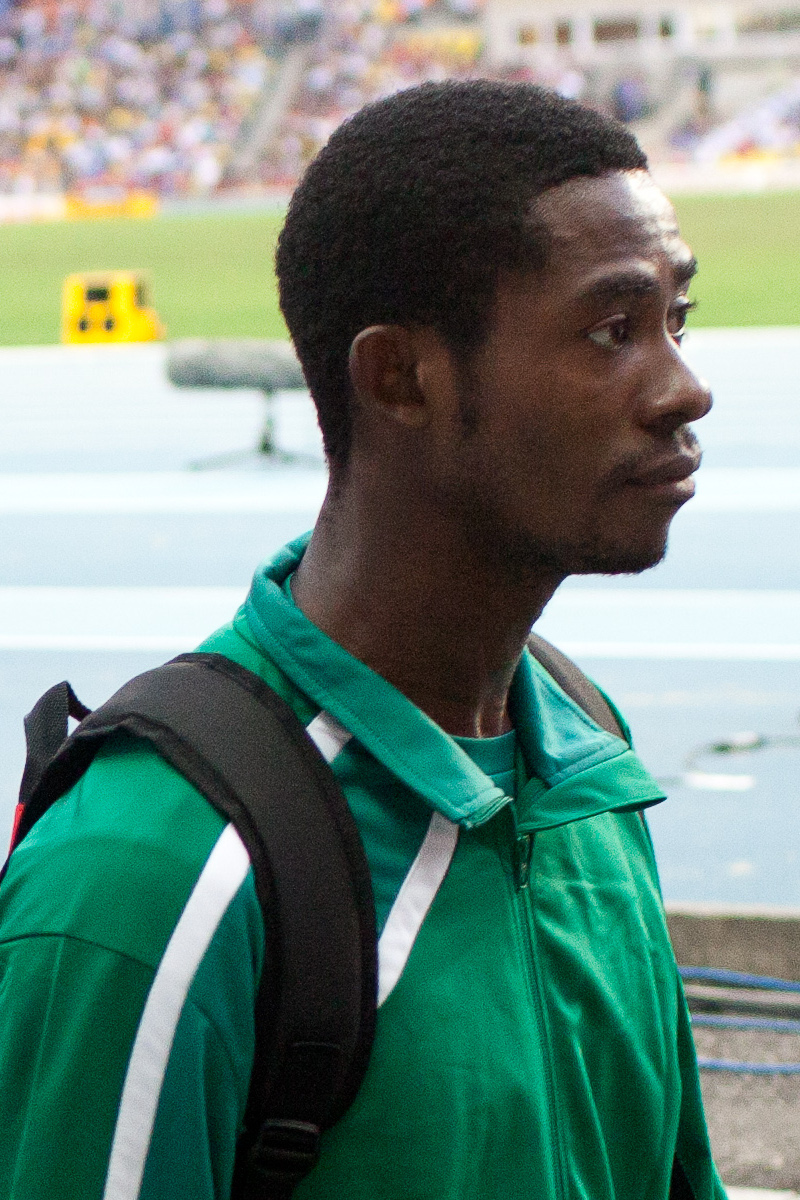
Hua Wilfried Koffi Rang fünf in 10,29 s
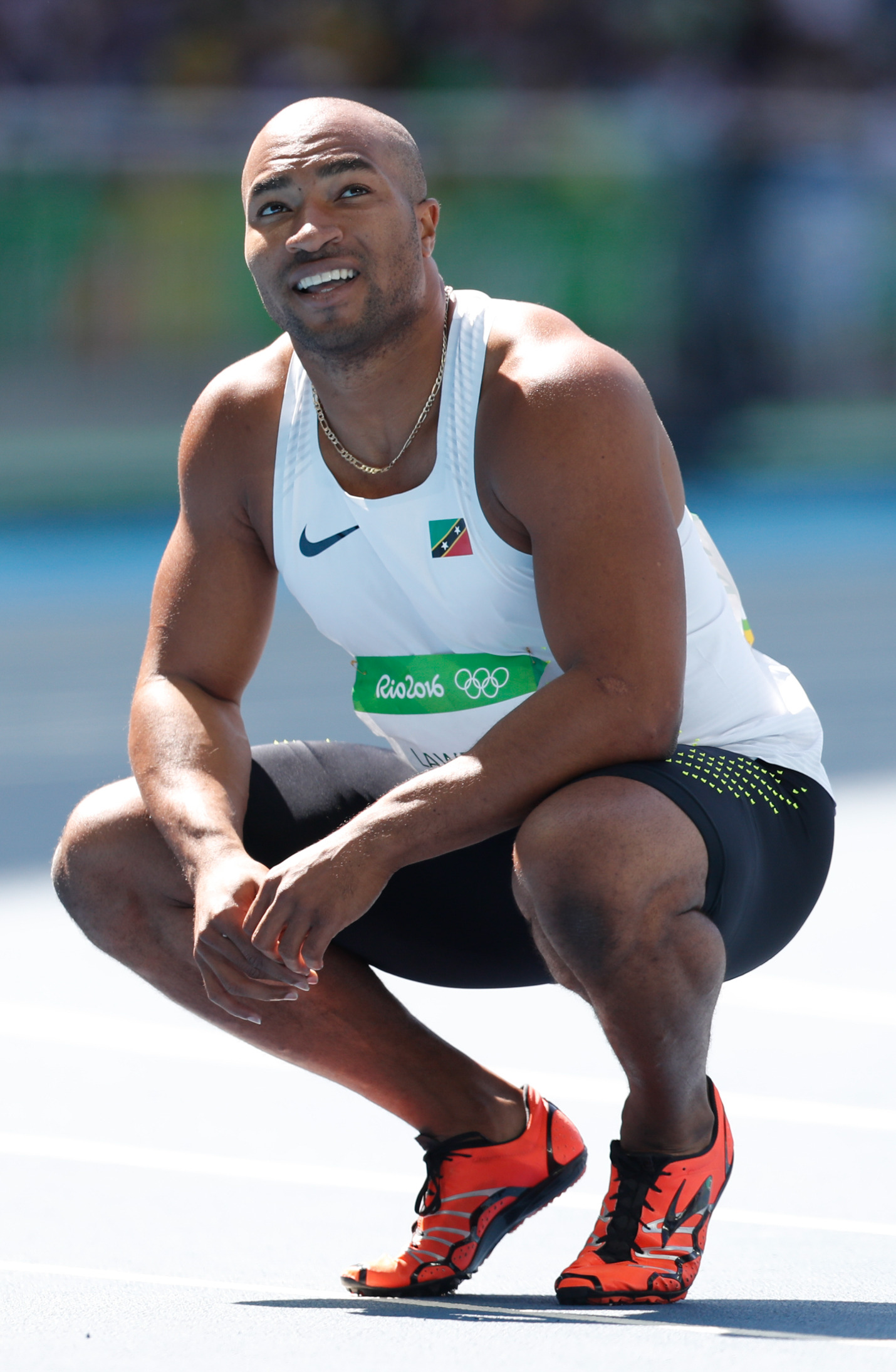
Brijesh Lawrence Rang sechs in 10,40 s
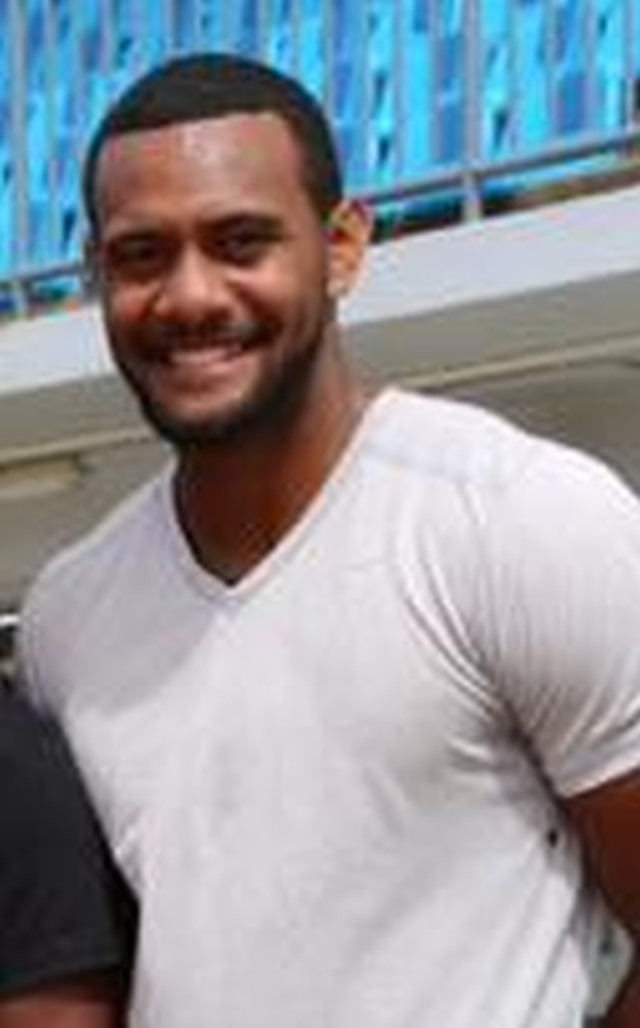
Ratu Banuve Tabakaucoro Rang sieben in 10,42 s

### Lauf 6

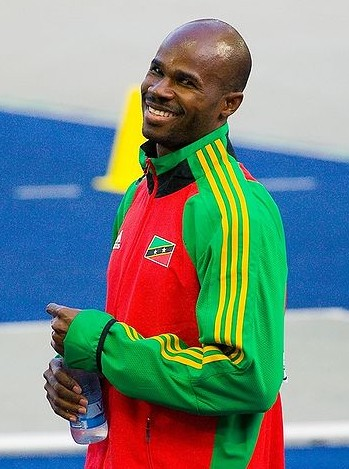
Kim Collins, 2003 Weltmeister – ausgeschieden als Fünfter in 10,16 s
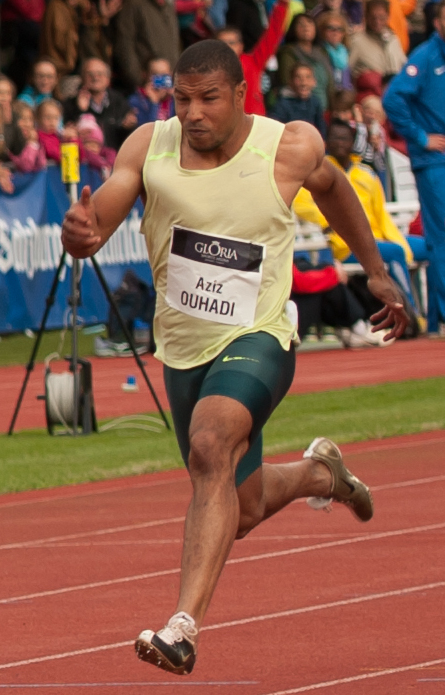
Aziz Ouhadi – ausgeschieden als Sechster in 10,22 s
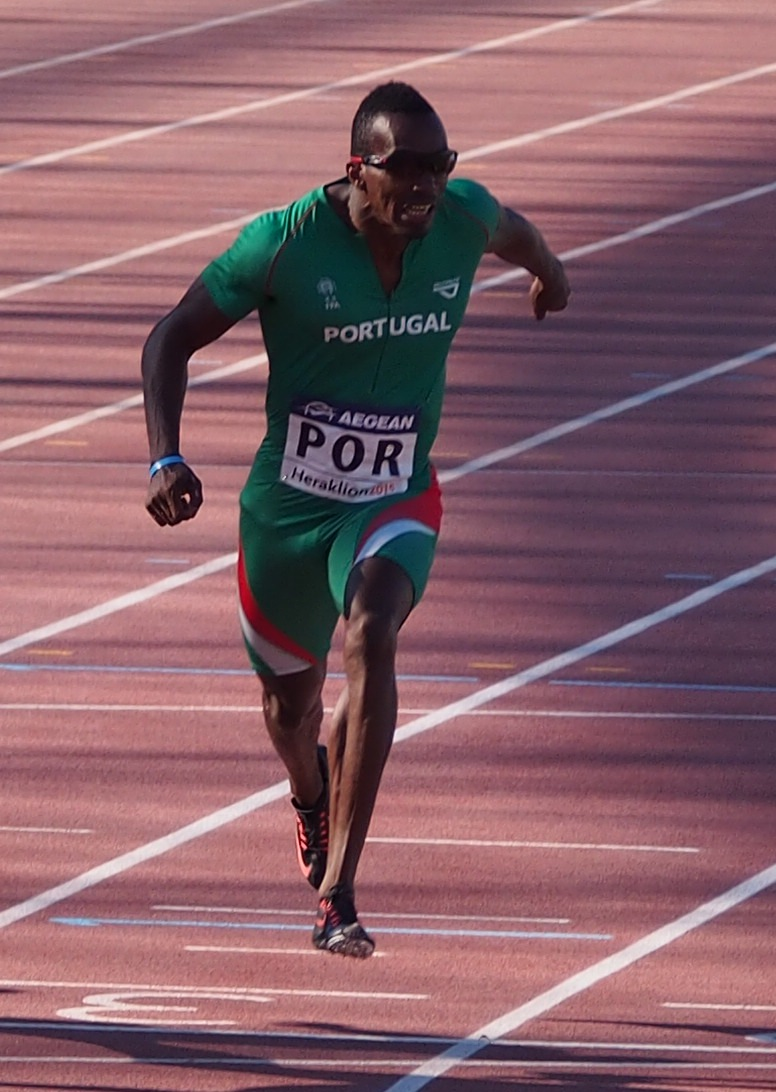
Yazaldes Nascimento – ausgeschieden als Siebter in 10,29 s

22. August 2015, 19:55 Uhr (13:55 Uhr MESZ)
Wind: +2,1 m/s
| Platz | Bahn | Name                     | Land                | Zeit (s) |
| ----- | ---- | ------------------------ | ------------------- | -------- |
| 1     | 9    | Justin Gatlin            | USA                 | 09,83    |
| 2     | 6    | Aaron Brown              | Kanada              | 10,03    |
| 3     | 8    | Henricho Bruintjies      | Südafrika           | 10,07    |
| 4     | 2    | Hassan Taftian           | Iran                | 10,10    |
| 5     | 3    | Kim Collins              | St. Kitts und Nevis | 10,16    |
| 6     | 4    | Aziz Ouhadi              | Marokko             | 10,22    |
| 7     | 5    | Yazaldes Nascimento      | Portugal            | 10,29    |
| 8     | 7    | Mahamat Goubaye Youssouf | Tschad              | 10,92    |

### Lauf 7

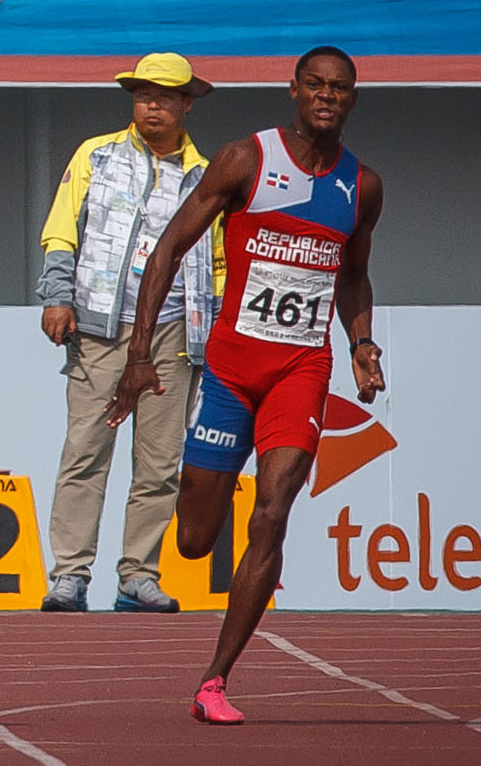
Yancarlos Martínez – ausgeschieden als Fünfter in 10,19 s
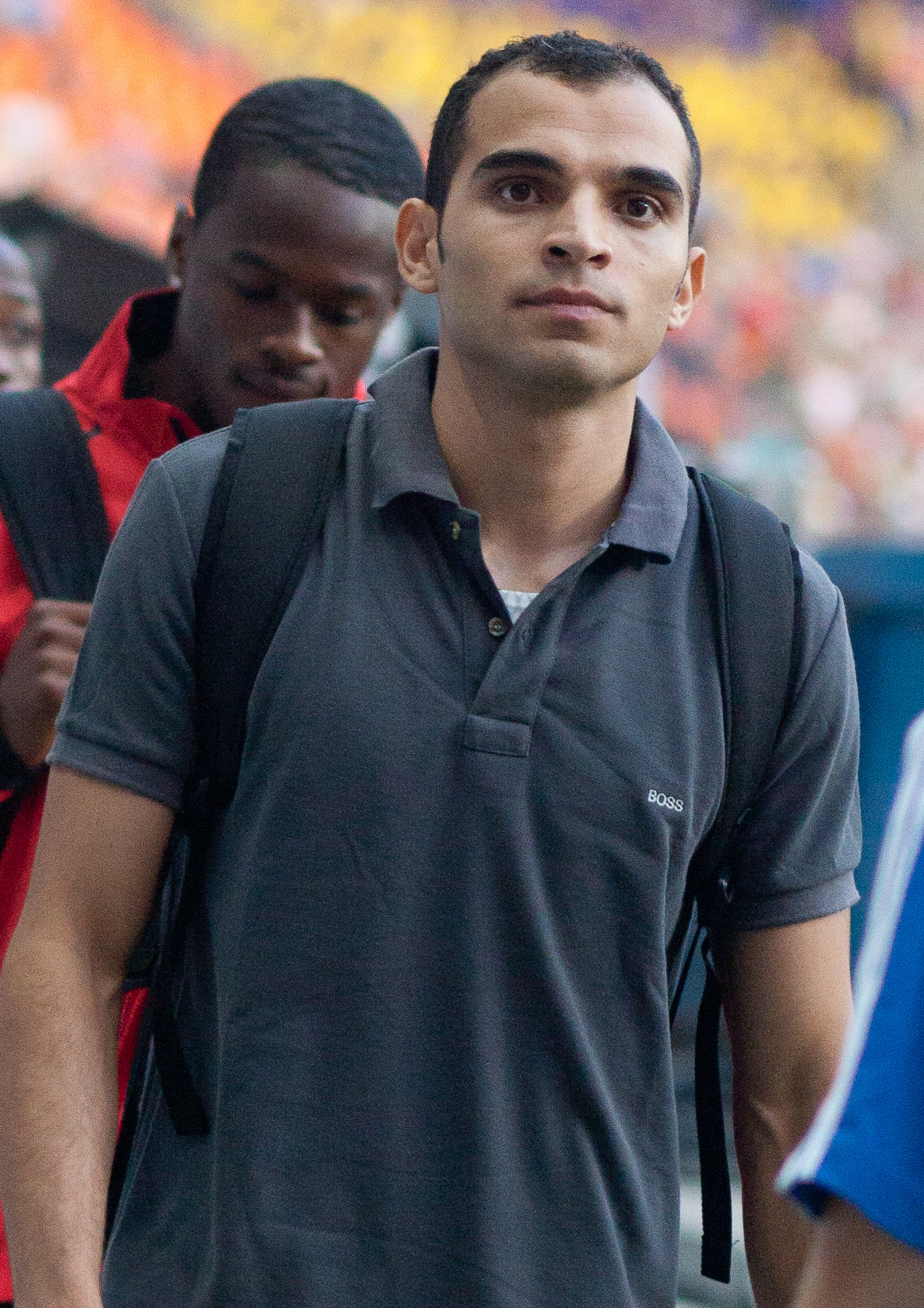
Reza Ghasemi – ausgeschieden als Sechster in 10,25 s

22. August 2015, 20:02 Uhr (14:02 Uhr MESZ)
Wind: −0,2 m/s
| Platz | Bahn | Name               | Land                    | Zeit (s) |
| ----- | ---- | ------------------ | ----------------------- | -------- |
| 1     | 6    | Usain Bolt         | Jamaika                 | 09,96    |
| 2     | 7    | Mike Rodgers       | USA                     | 09,97    |
| 3     | 8    | Churandy Martina   | Niederlande             | 10,06 SB |
| 4     | 9    | Levi Cadogan       | Barbados                | 10,12    |
| 5     | 3    | Yancarlos Martínez | Dominikanische Republik | 10,19    |
| 6     | 5    | Reza Ghasemi       | Iran                    | 10,25    |
| 7     | 2    | Hassan Saaid       | Malediven               | 10,42 NR |
| 8     | 4    | Md Fakhri Ismail   | Brunei                  | 10,72    |

## Halbfinale
Aus den drei Halbfinalläufen qualifizierten sich die beiden Ersten jedes Laufes – hellblau unterlegt – und zusätzlich die beiden Zeitschnellsten – hellgrün unterlegt – für das Finale.

### Lauf 1
23. August 2015, 19:10 Uhr (13:10 Uhr MESZ)
Wind: −0,4 m/s
| Platz | Bahn | Name                | Land                | Zeit (s) |
| ----- | ---- | ------------------- | ------------------- | -------- |
| 1     | 7    | Usain Bolt          | Jamaika             | 09,96    |
| 2     | 5    | Andre De Grasse     | Kanada              | 09,96    |
| 3     | 4    | Trayvon Bromell     | USA                 | 09,99    |
| 4     | 6    | Su Bingtian         | Volksrepublik China | 09,99 NR |
| 5     | 8    | Jak Ali Harvey      | Türkei              | 10,08    |
| 6     | 7    | Christophe Lemaitre | Frankreich          | 10,21    |
| 7     | 9    | Henricho Bruintjies | Niederlande         | 10,21    |
| 8     | 2    | Julian Reus         | Deutschland         | 10,28    |

Im ersten Halbfinale ausgeschiedene Sprinter:

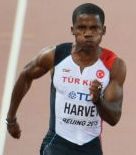
Jak Ali Harvey Rang fünf in 10,08 s
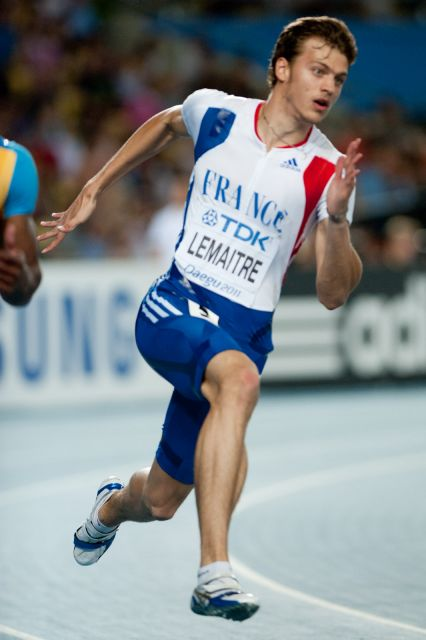
Christophe Lemaitre Rang sechs in 10,21 s
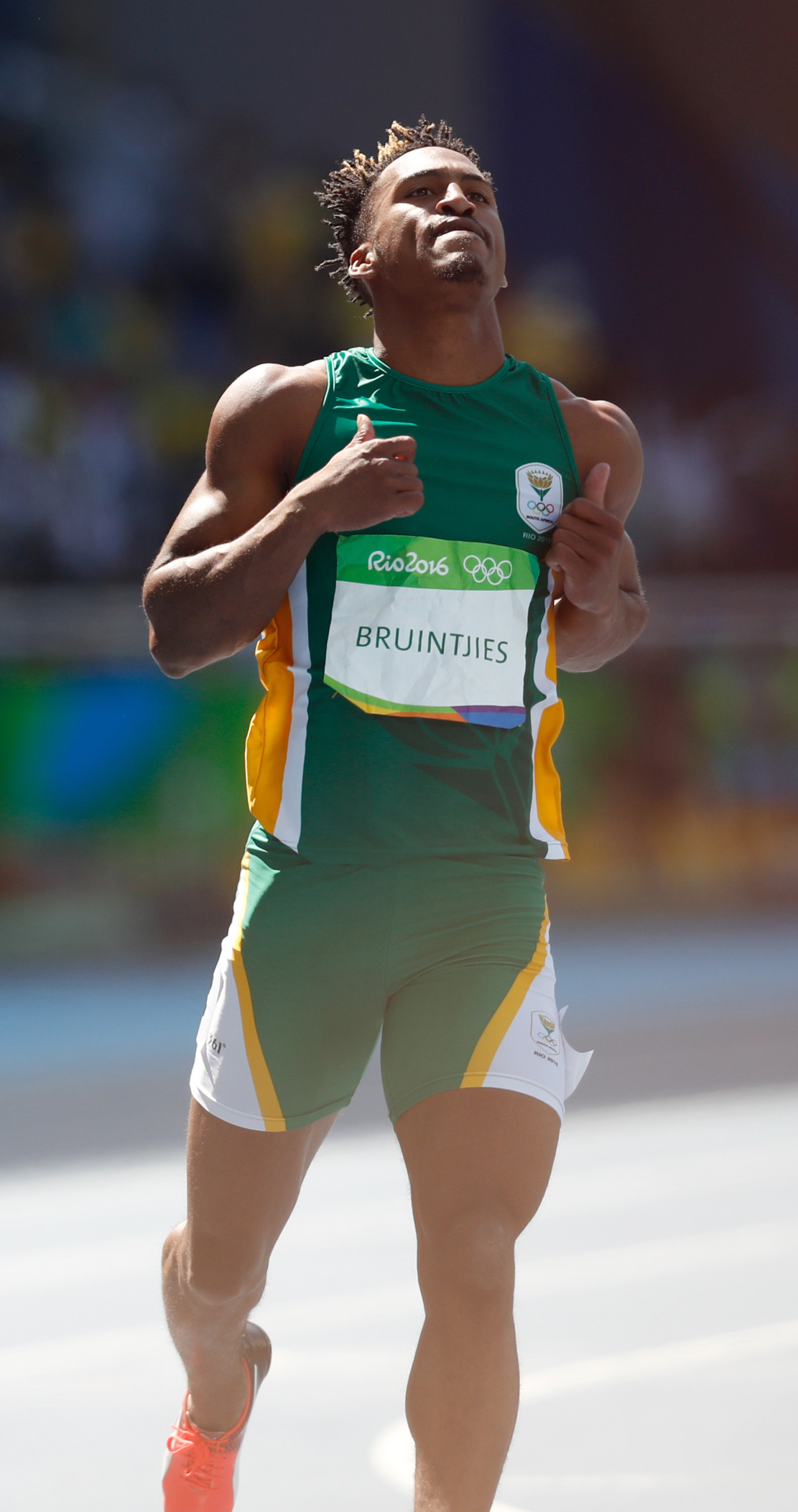
Henricho Bruintjies Rang sieben in 10,21 s
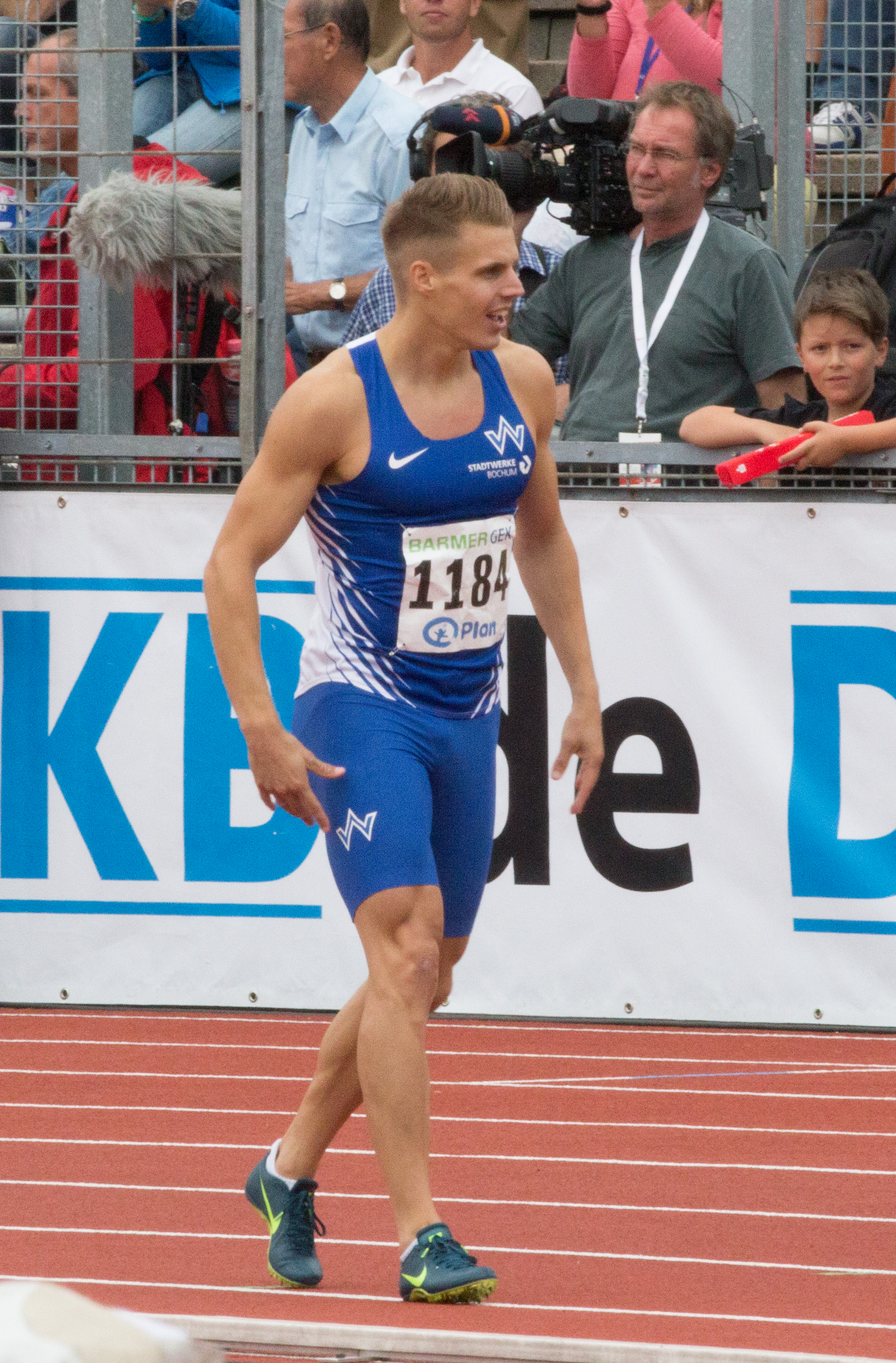
Julian Reus Rang acht in 10,28 s

### Lauf 2

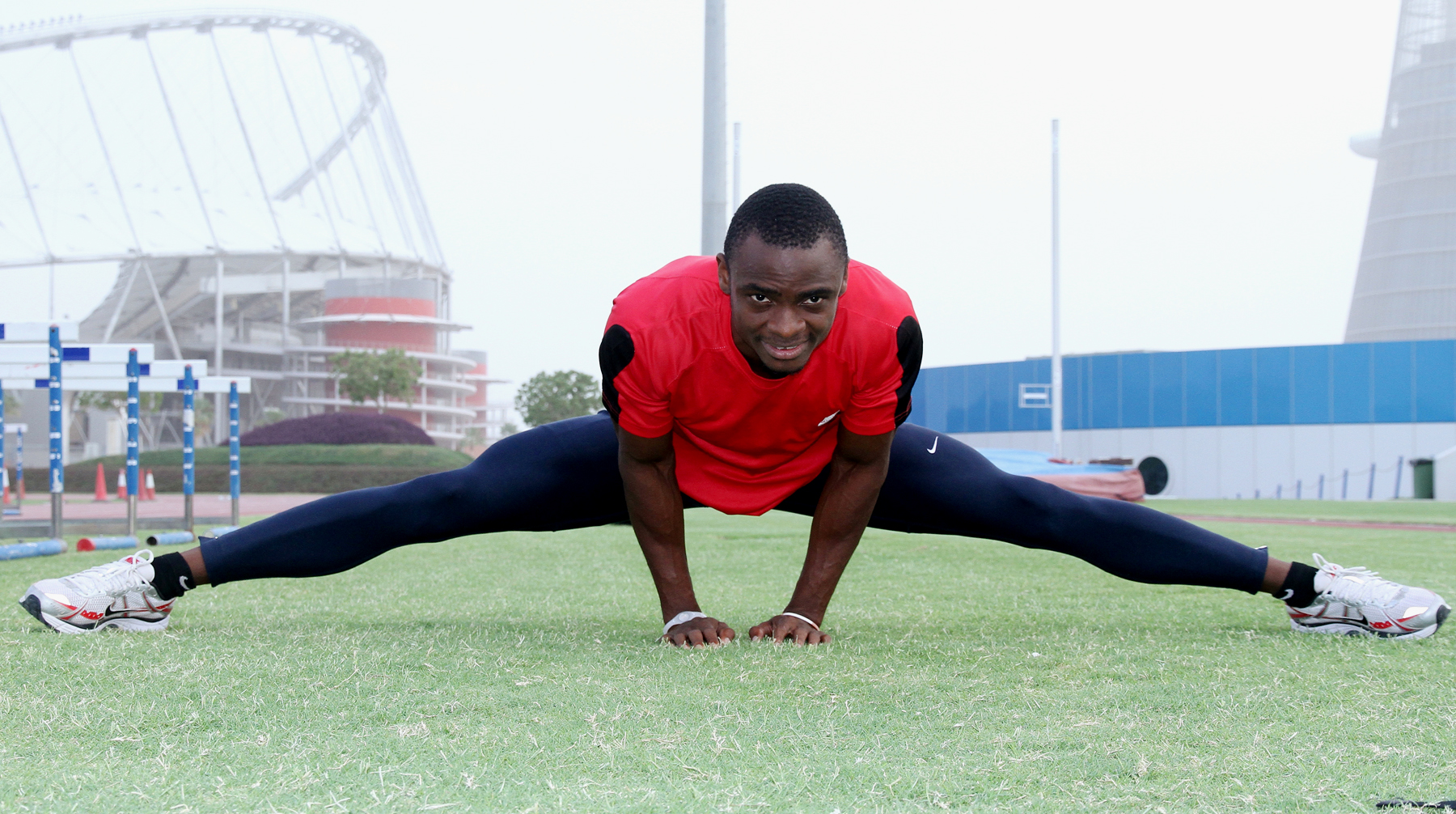
Femi Ogunodi – ausgeschieden als Dritter in 10,00 s

23. August 2015, 19:17 Uhr (13:17 Uhr MESZ)
Wind: +0,9 m/s
| Platz | Bahn | Name            | Land           | Zeit (s) |
| ----- | ---- | --------------- | -------------- | -------- |
| 1     | 5    | Justin Gatlin   | USA            | 09,77    |
| 2     | 4    | Mike Rodgers    | Jamaika        | 09,86    |
| 3     | 7    | Femi Ogunode    | Katar          | 10,00    |
| 4     | 3    | Akani Simbine   | Südafrika      | 10,02    |
| 5     | 9    | Chijindu Ujah   | Großbritannien | 10,05    |
| 6     | 8    | Nickel Ashmeade | Jamaika        | 10,06    |
| 7     | 6    | Aaron Brown     | Kanada         | 10,15    |
| 8     | 2    | Levi Cadogan    | Barbados       | 10,19    |

Weitere im zweiten Halbfinale ausgeschiedene Sprinter:

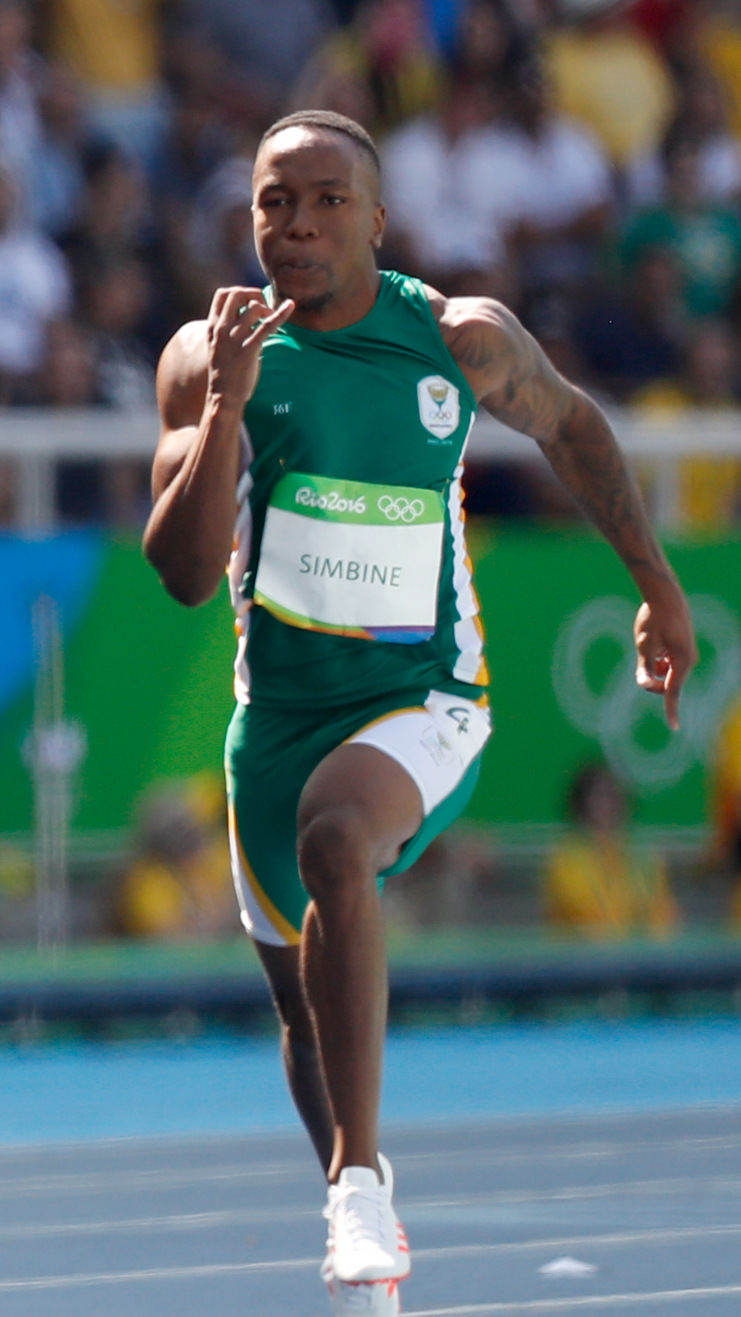
Akani Simbine Rang vier in 10,02 s
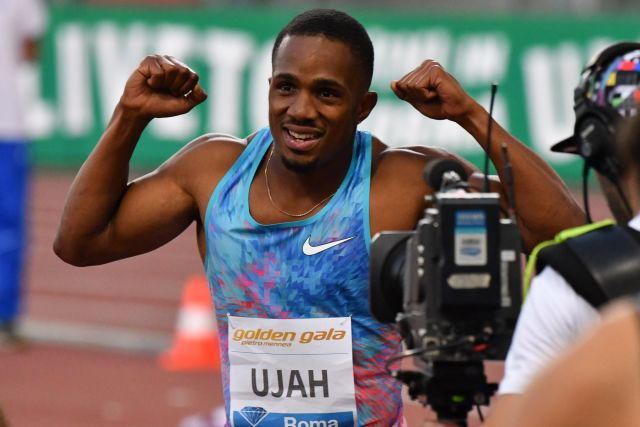
Chijindu Ujah Rang fünf in 10,05 s
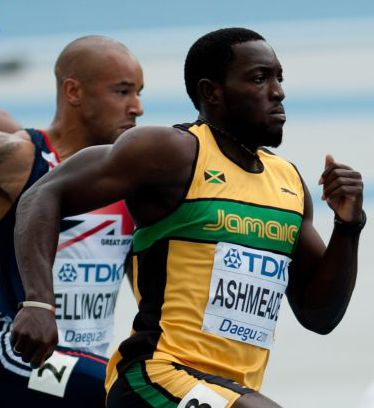
Nickel Ashmeade Rang sechs in 10,06 s
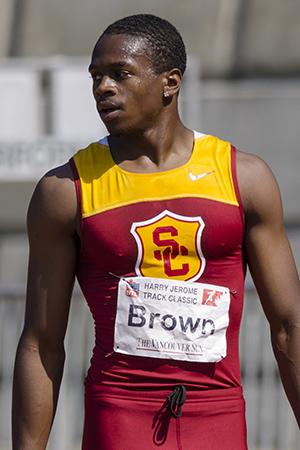
Aaron Brown Rang sieben in 10,15 s
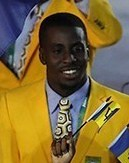
Levi Cadogan Rang acht in 10,19 s

### Lauf 3
23. August 2015, 19:24 Uhr (13:24 Uhr MESZ)
Wind: −0,4 m/s
| Platz | Bahn | Name              | Land           | Zeit (s) |
| ----- | ---- | ----------------- | -------------- | -------- |
| 1     | 5    | Tyson Gay         | USA            | 09,96    |
| 2     | 6    | Asafa Powell      | Jamaika        | 09,97    |
| 3     | 4    | Jimmy Vicaut      | Frankreich     | 09,99    |
| 4     | 7    | Ramon Gittens     | Barbados       | 10,04    |
| 5     | 8    | Churandy Martina  | Niederlande    | 10,09    |
| 6     | 9    | Ben Youssef Meïté | Elfenbeinküste | 10,17    |
| 7     | 2    | Hassan Taftian    | Iran           | 10,20    |
| 8     | 3    | Richard Kilty     | Großbritannien | 10,20    |

Im dritten Halbfinale ausgeschiedene Sprinter:

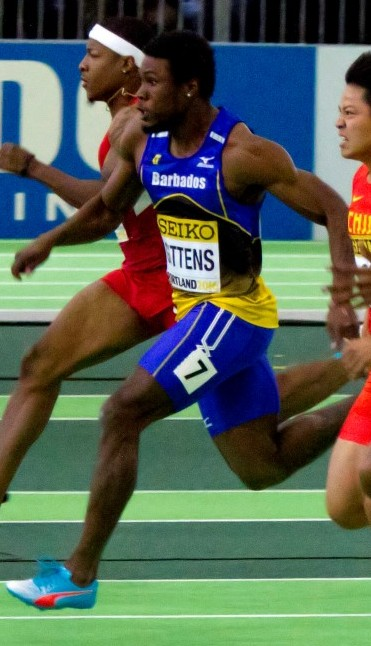
Ramon Gittens Rang vier in 10,04 s
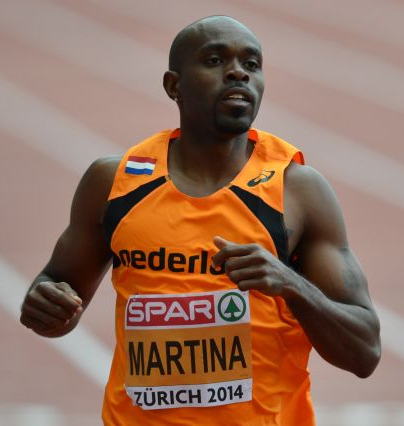
Churandy Martina Rang fünf in 10,09 s
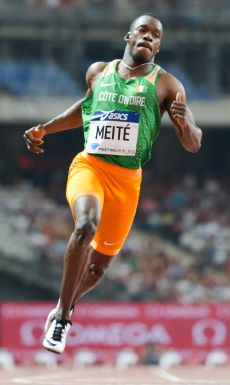
Ben Youssef Meïté Rang sechs in 10,17 s
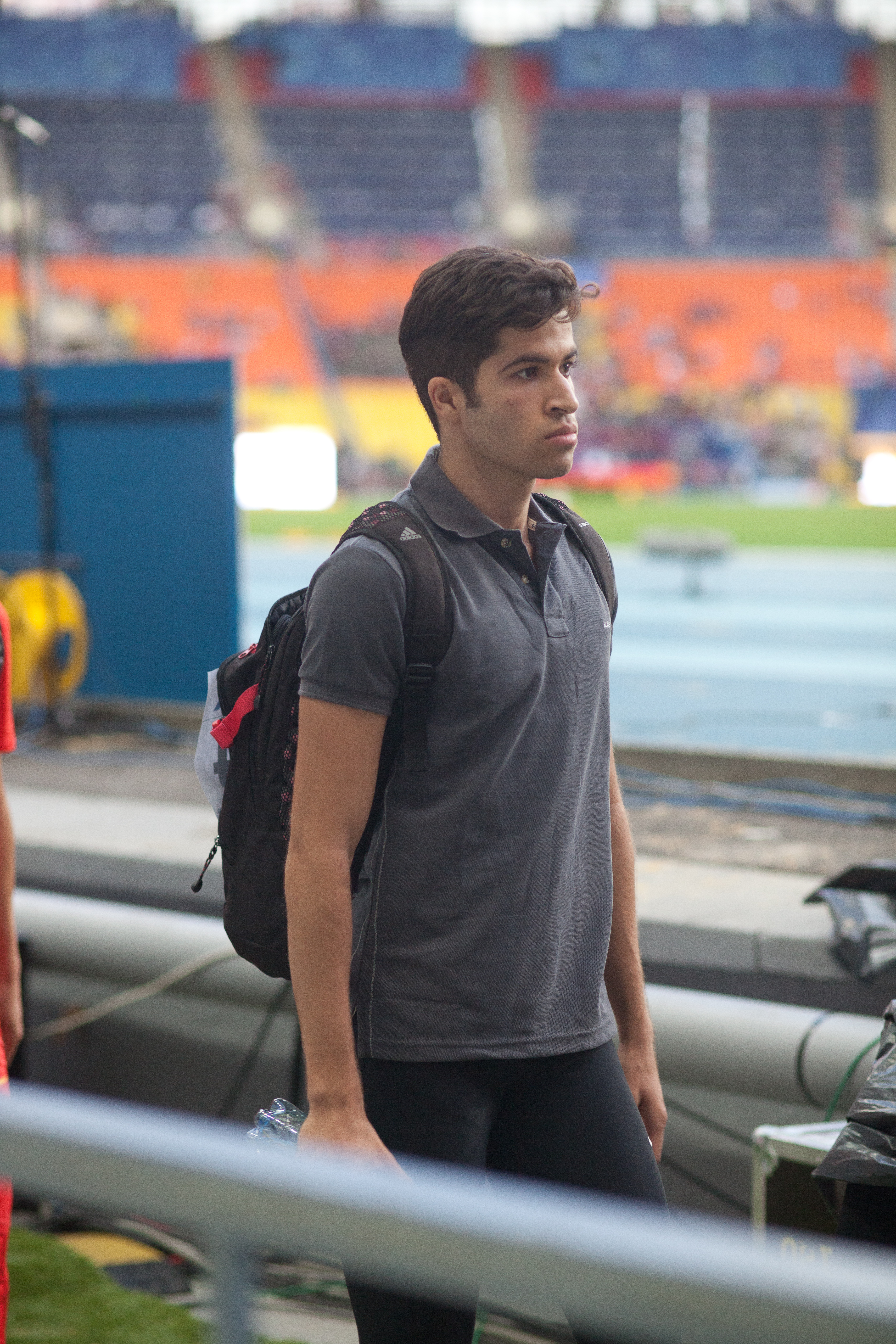
Hassan Taftian Rang sieben in 10,20 s
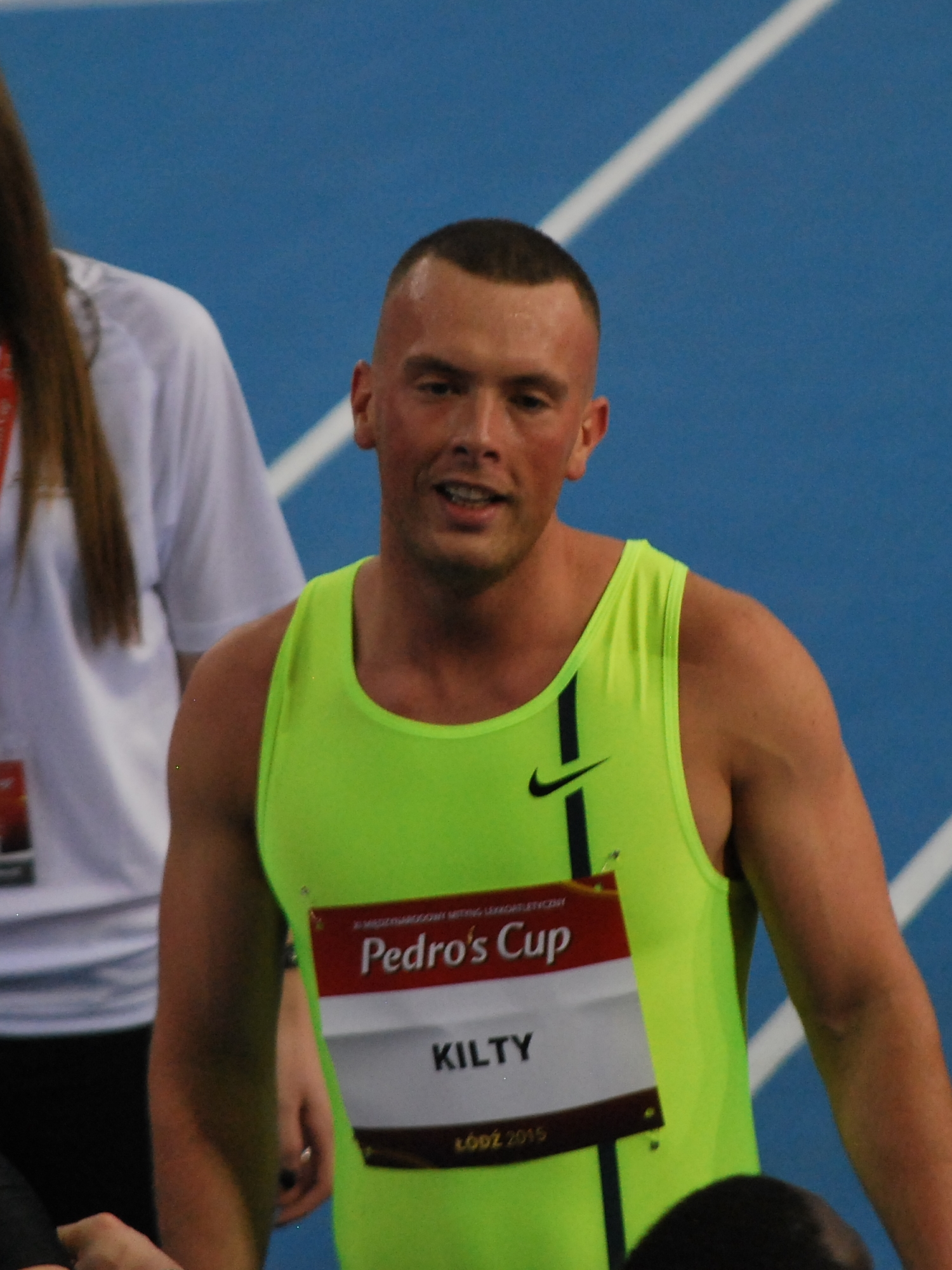
Richard Kilty Rang acht in 10,20 s

## Finale
23. August 2015, 21:15 Uhr Ortszeit (15:15 Uhr MESZ)
Auch bei diesen Weltmeisterschaften lag wieder das Duell Usain Bolt gegen die US-amerikanischen Sprinter an, die den Jamaikaner endlich wieder einmal schlagen wollten. Mit Justin Gatlin, Tyson Gay, Trayvon Bromell und Mike Rodgers hatten alle vier US-Läufer das Finale erreicht. Auch Bolts Landsmann Asafa Powell als einer der stärksten Sprinter der letzten Jahre war wieder dabei, der sich wie auch der Kanadier Andre De Grasse Hoffnungen auf eine Medaille machte. Als einziger Europäer hatte sich der Franzose Jimmy Vicaut für den 100-Meter-Endlauf qualifizieren können. Der Chinese Su Bingtian komplettierte als neunter Teilnehmer das Feld.
Wie fast immer in den Jahren zuvor war Usain Bolt in 9,79 s als Erster im Ziel. Es war allerdings sehr eng. Um nur eine Hundertstelsekunde geschlagen kam Justin Gatlin als Zweiter ins Ziel. Zwölf weitere Hundertstelsekunden nach ihm wurden Trayvon Bromell und Andre De Grasse gemeinsame Dritte. So gab es zwei Bronzemedaillen. Auch Mike Rodgers blieb als Fünfter mit 9,94 s noch unter zehn Sekunden.

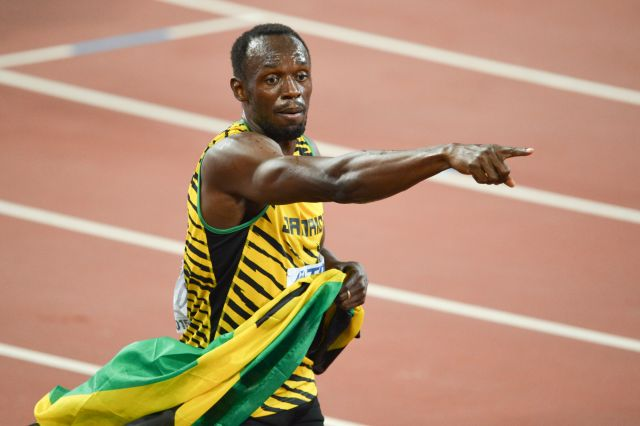
Weltmeister Usain Bolt aus Jamaika
nach dem 100-Meter-Rennen

Es war Usain Bolts dritter und letzter WM-Titel über 100 Meter nach 2009 und 2013. Bei den Weltmeisterschaften 2011 war Bolt wegen Fehlstarts disqualifiziert worden und sein Landsmann Yohan Blake hatte gewonnen. Bei seinem letzten WM-Auftritt im Jahr 2017 sollte er Justin Gatlin den Vortritt lassen müssen. Anschließend beendete Usain Bolt seine Sportlerkarriere.
| Platz | Bahn            | Athlet          | Land                | Zeit (s) |
| ----- | --------------- | --------------- | ------------------- | -------- |
|       | 5               | Usain Bolt      | Jamaika             | 09,79 SB |
|       | 7               | Justin Gatlin   | USA                 | 09,80    |
|       | 3               | Trayvon Bromell | USA                 | 09,92    |
| 9     | Andre De Grasse | Kanada          | 09,92 PB            |          |
| 5     | 4               | Mike Rodgers    | USA                 | 09,94    |
| 6     | 6               | Tyson Gay       | USA                 | 10,00    |
| 7     | 8               | Asafa Powell    | Jamaika             | 10,00    |
| 8     | 1               | Jimmy Vicaut    | Frankreich          | 10,00    |
| 9     | 2               | Su Bingtian     | Volksrepublik China | 10,06    |

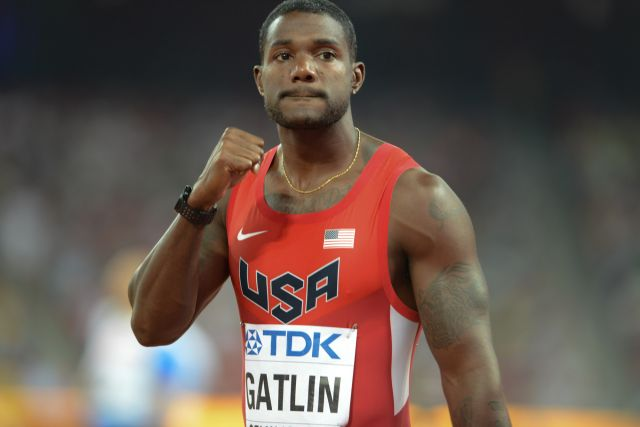
Vizeweltmeister Justin Gatlin, USA – um eine Hundertstelsekunde unterlegen
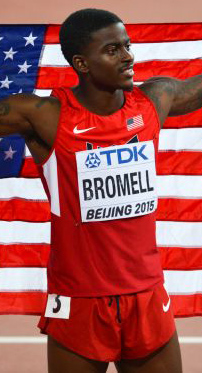
Der US-Amerikaner Trayvon Bromell belegte den geteilten dritten Platz
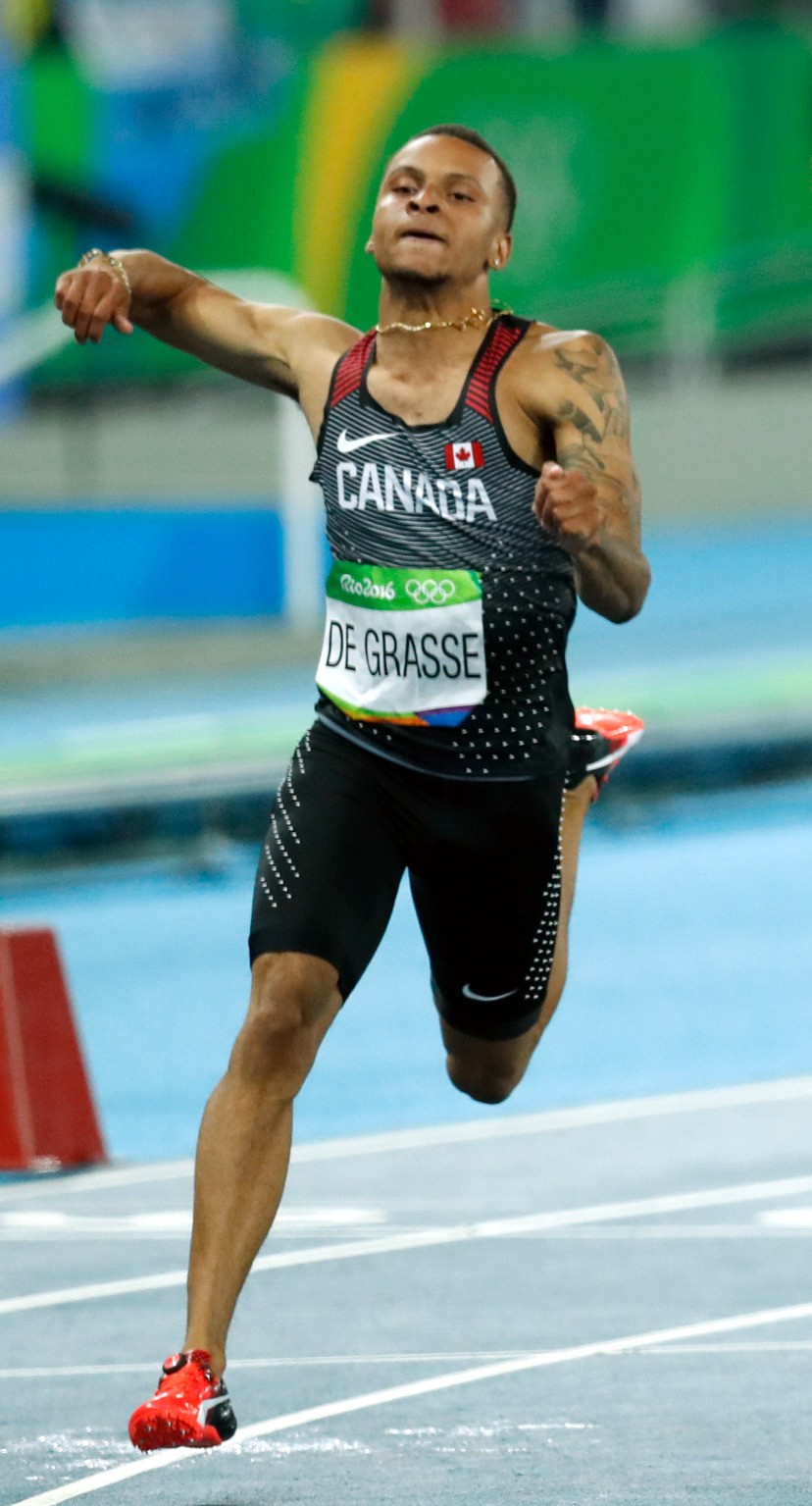
Der Kanadier Andre De Grasse gewann wie Bromell die Bronzemedaille
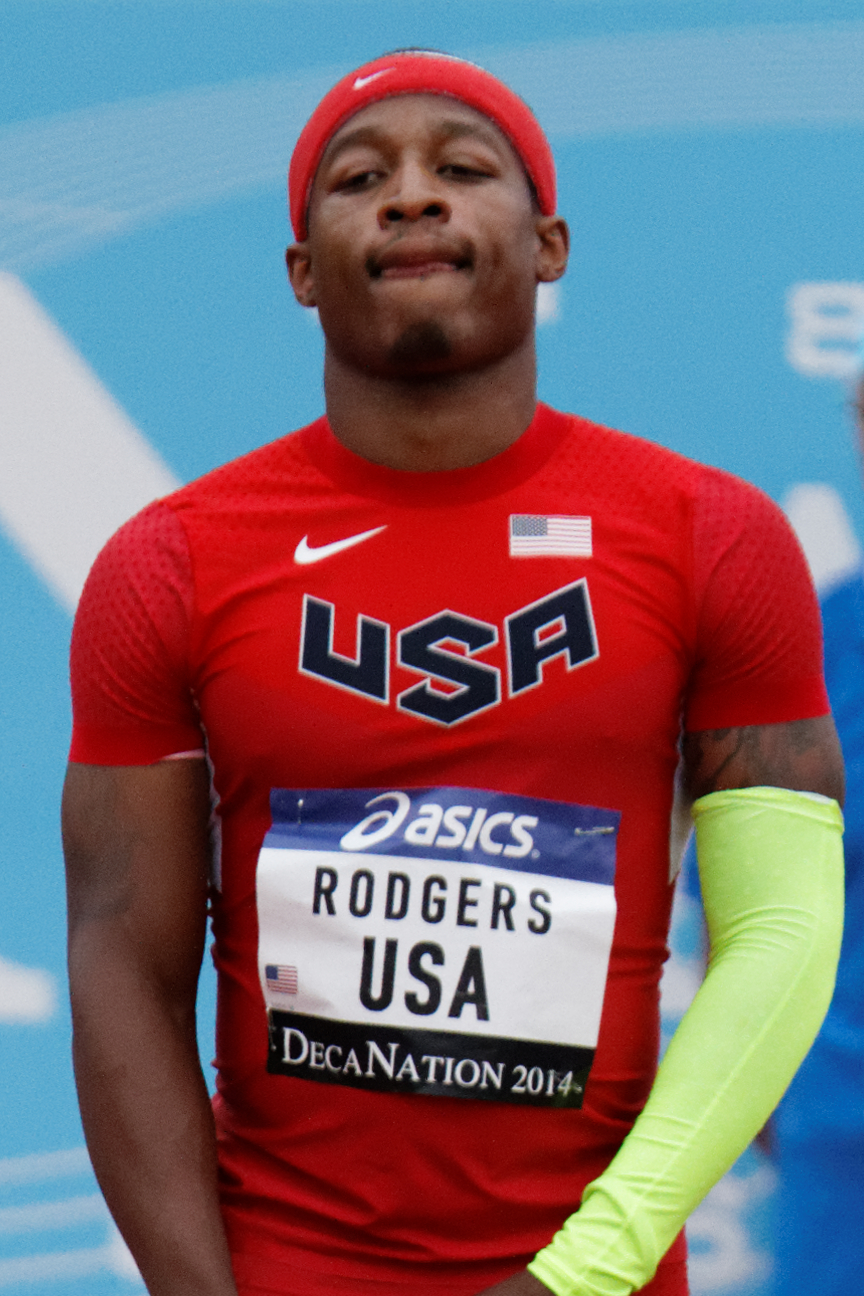
Rang fünf für den US-Amerikaner Mike Rodgers
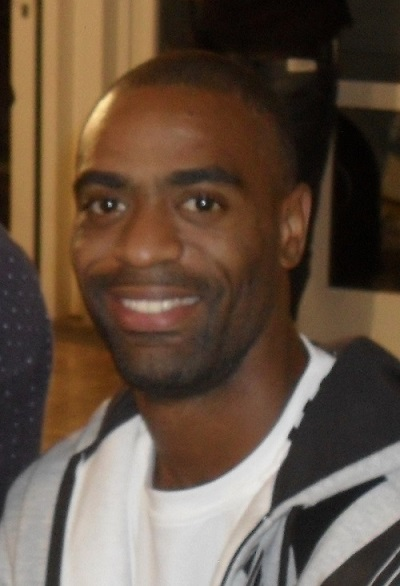
Der Weltmeister von 2007 Tyson Gay, USA, wurde Sechster
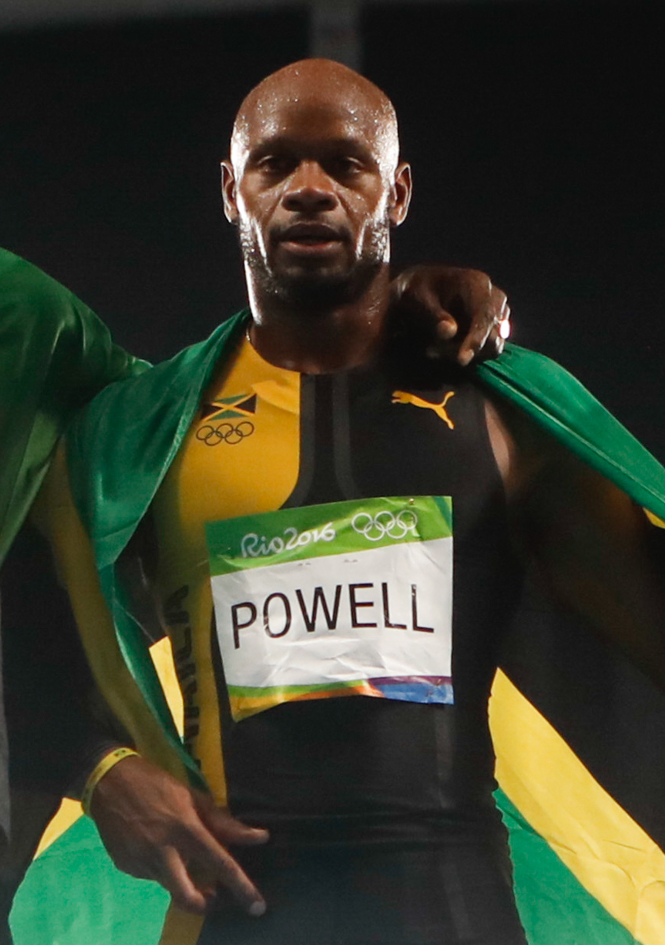
Der Jamaikaner Asafa Powell kam auf den siebten Platz
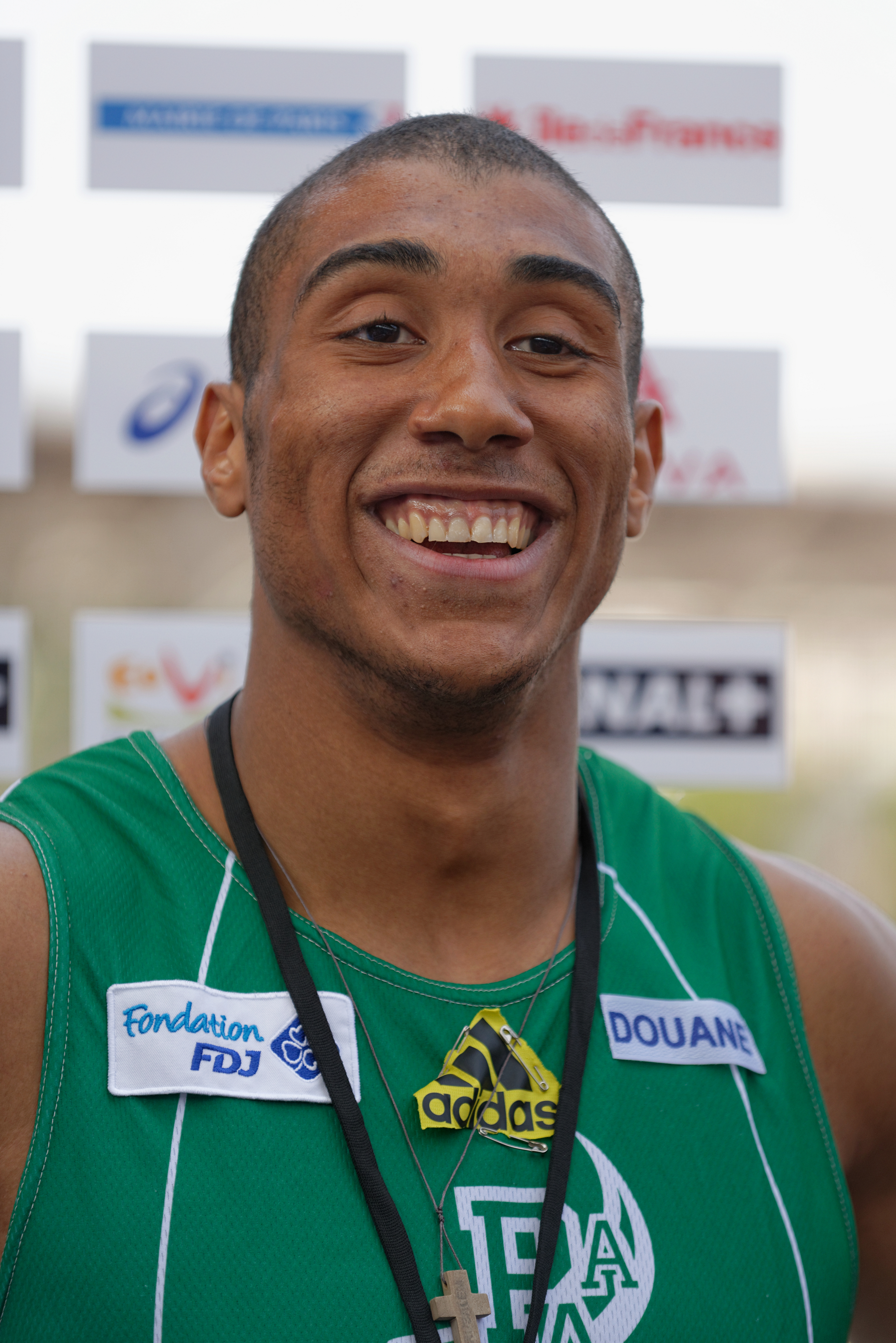
Der Franzose Jimmy Vicaut – im Finale Rang acht
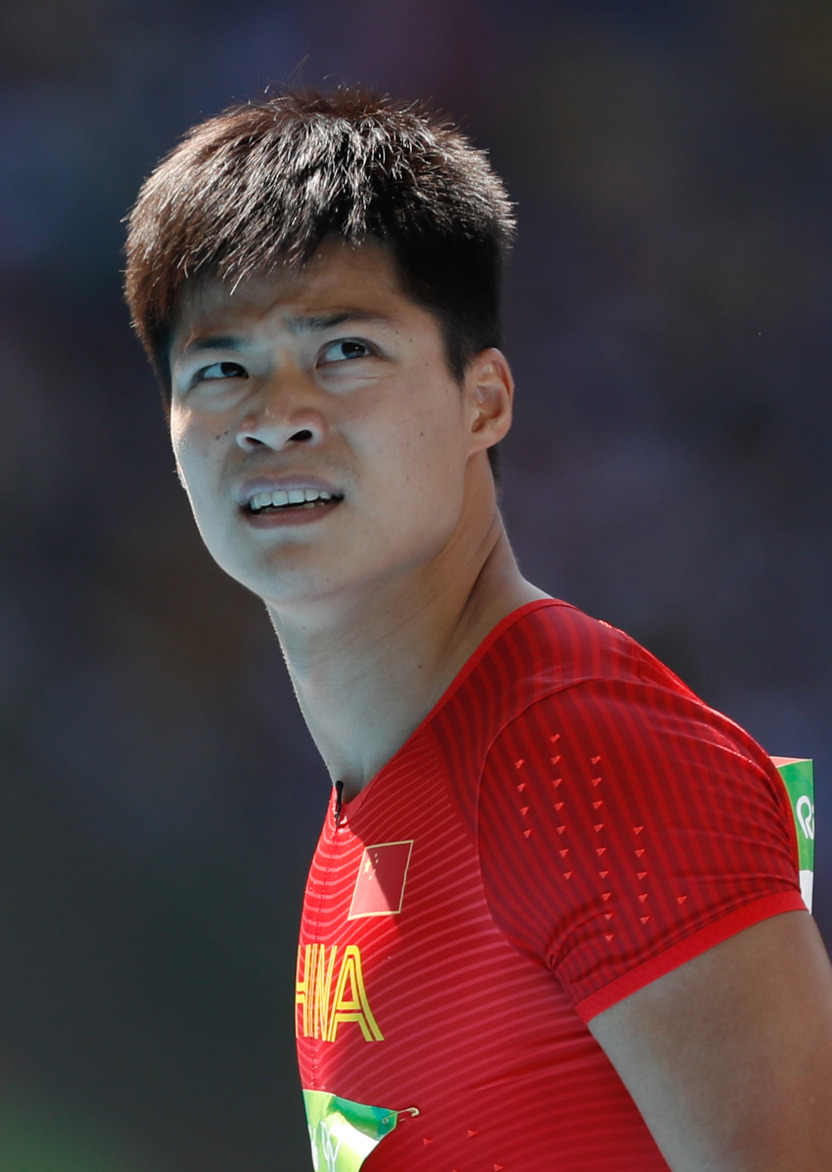
Der Chinese Su Bingtian belegte Platz neun